# Mérida (Venezuela)
Mérida (anteriormente conocida como Santiago de los Caballeros de Mérida) es la capital de Estado Mérida. Es una de las principales ciudades de la Región de los Andes y se encuentra ubicada sobre una meseta en medio de la región, entre las sierras montañosas de La Culata y Nevada. Dicha condición geográfica la posiciona como un importante centro turístico. Así mismo, el prestigio de su principal universidad, la Universidad de Los Andes, y la vasta variedad de institutos de enseñanza la han situado a nivel nacional como la capital estudiantil del occidente del país.
La ciudad de Mérida fue fundada en tres ocasiones distintas, siendo la primera de ellas el 9 de octubre de 1558 por el capitán Juan Rodríguez Suárez como Mérida, como parte de Nueva Granada y luego llamada oficialmente Santiago de los Caballeros; sin embargo, pasó a pertenecer a la Capitanía General de Venezuela, siendo posteriormente de suma importancia durante la guerra de Independencia de Venezuela.
Se estima una población de 332.389 habitantes para 2023, representando el 27,04 % de la población total del estado, mientras que el área Metropolitana (Conurbación de los municipios Libertador, Campo Elías, Sucre y Santos Marquina) estima 508.988 habitantes, ocupando la decimosegunda posición entre las ciudades venezolanas más pobladas y la décima posición entre las áreas metropolitanas de acuerdo a su población.
Es sede de la Universidad de Los Andes, es la cuarta universidad del país y ocupa el puesto 3270 dentro de las mejores  del mundo, pública y gratuita. También allí se emplazan igualmente la arquidiócesis de Mérida y el Seminario de San Buenaventura de los Caballeros de Mérida, ostenta el teleférico Mukumbarí, el más alto y el más largo del mundo; el sistema de transporte masivo de trolebús Trolmérida, el cual se expone como un medio de transporte turístico, al igual que el sistema de transporte masivo de teleférico urbano Trolcable, el cual conecta el centro de la ciudad con los suburbios del valle del Chama.
La localidad de Mérida se encuentra situada a una altitud de 1.820 m s. n. m., asentándose sobre una meseta enclavada en el valle medio del río Chama, delimitada por el mismo y que extiende a lo largo de su cuenca; Como telón de fondo sobresale en el horizonte merideño las cinco cumbres más elevadas de la nación, entre ellas el pico Bolívar con 4.978 m s. n. m.

## Toponimia
La ciudad recibió su nombre el 9 de octubre de 1558 por el fundador Juan Rodríguez Suárez, quien la bautizó de este modo en honor a su ciudad natal, Mérida, en Extremadura, España.
Sin embargo, Juan de Maldonado la renombraría como San Juan de las Nieves. En 1559, volvió a cambiar el nombre, optando esta vez por Santiago de los Caballeros. Progresivamente, se fue adoptando la denominación Santiago de los Caballeros de Mérida, forma que combinaba las variantes con que se había designado a la ciudad hasta entonces.
La palabra Mérida proviene del término «emérita», voz latina cuyo significado es «de quien tiene mérito» y también «emérito», que es el verdadero origen etimológico del nombre, ya que otra acepción del término en latín estaba relacionada con los soldados que resultan licenciados del ejército. Así pues, la ciudad de Mérida, capital actual de la comunidad autónoma de Extremadura, tiene este origen: el nombre de Emérita Augusta significaba que fue una ciudad fundada en tiempos de Augusto con soldados licenciados del ejército, los cuales se ubicaron en un poblado ya existente, a cambio de darles la categoría de ciudadanos romanos a los antiguos pobladores. Con el paso del tiempo, este nombre fue mutando hasta convertirse en «Mérida», perdiendo la E inicial y cambiando la t por la d, aunque otros derivados como «meritorio» o el propio «emérito» sí han conservado una forma más parecida a la palabra latina.
Otro rasgo común entre la Mérida española y la venezolana es que en ambas ciudades existe un afluente del río principal con el nombre de Albarregas.

## Historia

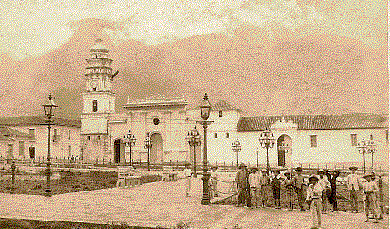
Vista de la catedral de Mérida en 1899.

La meseta sobre la que se asienta actualmente la ciudad de Mérida, estuvo habitada por algunos grupos indígenas, siendo los tateyes o tatuyes los más conocidos. Estos dependían de la agricultura para su subsistencia, en especial del cultivo del maíz y de algunas raíces; además obtenían distintos rubros gracias al trueque con indígenas asentados en otros espacios de lo que hoy día es el Estado Mérida. Su concepción espiritual se fundamentaba en la "adoración" de ciertos elementos naturales: montañas, lagunas, sol, entre otros. Habitaban en viviendas conocidas como bohíos, generalmente en forma circular, y construidas con materiales abundantes en la meseta y sus alrededores, como piedras y madera.[cita requerida]
Mérida fue fundada por Juan Rodríguez Suárez el 9 de octubre de 1558. Un año después, Juan Maldonado decidió su traslado al sitio actual. La ciudad dependió del corregimiento de Tunja hasta que, en el año 1607, se constituyó como corregimiento de la Real Audiencia de Santafé. En 1622, Mérida pasó a convertirse en la capital de la Gobernación de Mérida, y el máximo mandatario de la misma estableció allí su residencia. La ciudad y la gobernación formaron parte de la Nueva Granada hasta el año 1777, momento en que pasaron a integrar la Capitanía General de Venezuela. En 1785, fue elevada a la categoría de Sede Episcopal. Esto dio lugar a la creación de un seminario, que en 1811 se convertiría en la Universidad de Los Andes.
Desde su fundación, el crecimiento poblacional de la ciudad de Mérida fue bastante lento.[cita requerida] Se tiene registro de unos 3300 pobladores indígenas y cerca de 150 familias de colonos españoles, para el siglo XVII. Un siglo más tarde los nativos indígenas sumaba otros mil, y los europeos alcanzan los 2000 individuos.[cita requerida]
Entrado el siglo XIX, el 26 de marzo de 1812, la meseta de Mérida, de topografía sísmica, fue sacudida por un fuerte terremoto que cobró la vida de más de 800 personas, lo cual fue una merma importante de su población. El carácter religioso y educativo de la ciudad de Mérida, se manifiesta desde 1628 cuando los jesuitas establecen el primer colegio para la educación religiosa y humanista. Para el año 1778 fue elevada como Episcopal, y en 1785 recibió a Fray Juan Ramos de Lora como obispo, quien creará el Seminario de San Buenaventura —germen de la actual Universidad de Los Andes— ícono de la ciudad.
En plena gesta independentista el descontento popular crecía, así el 22 de diciembre de 1817 el general Juan Antonio Paredes asumió el movimiento rebelde La Patriecita, para intentar liberar a Mérida del control español, lo cual se logra en 1831 con la entrada en vigencia del sistema republicano.
En 1987 ocurrieron disturbios civiles conocidos como el marzo merideño.

## Geografía

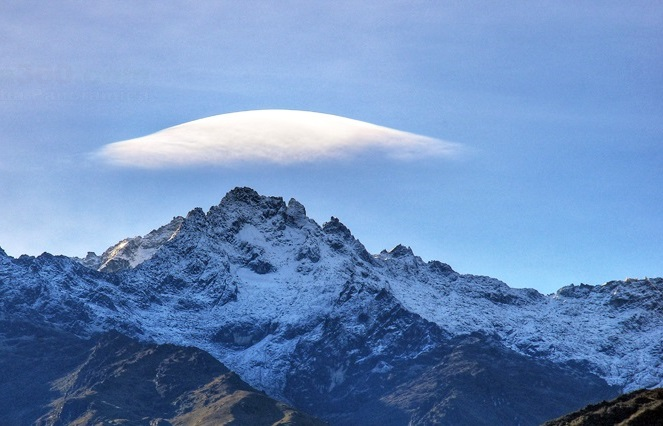
El Pico Bolívar.

La ciudad se ubica en la parte central de la cordillera andina venezolana, en una amplia terraza del valle medio del río Chama, entre la Sierra Nevada de Mérida por el sureste y la Sierra La Culata por el norte-oeste. El casco histórico de la ciudad se ubica en la meseta de origen aluvial llamada Tatuy.
La hidrografía de la ciudad se compone de 4 ríos principales y algunas quebradas menores en las zonas menos urbanizadas; estas últimas solo llevan un caudal apreciable en las épocas de mayores precipitaciones. El río más importante es el Chama, seguido por el río Albarregas, que atraviesa la meseta y la divide en dos partes: la Banda occidental y la Banda oriental. Estos afluentes recorren la ciudad de extremo a extremo. Los otros dos ríos principales, son el Mucujún y el Milla, que se unen a los antes mencionados. En la parte baja de la ciudad, se ubica la laguna La Rosa, una de las 200 lagunas del estado Mérida.

Situación geográfica de la ciudad y sus núcleos urbanos cercanos

El relieve es casi plano en la parte central de la ciudad por ubicarse en una meseta. No obstante, presenta una inclinación media de 3 a 7 grados, lo que determina una diferencia de altura, entre las partes bajas y altas de la ciudad, que supera los 1.000 m siendo el punto medio de la misma los 1.610 m s. n. m. tomados a la altura de la Plaza Bolívar, centro histórico de la ciudad. Sin embargo, los alrededores de Mérida son accidentados, destacando los valles formados por los ríos Chama y Albarregas, y las cordilleras de la Sierra Nevada y la Sierra de La Culata.[cita requerida]
El valle en donde se ubica la ciudad se formó hace aproximadamente 40 a 60 millones de años con la formación de los Andes venezolanos y la continua erosión de los mismos por la hidrografía presente. Sus suelos son de tipo sedimentario aluvial y arcillosos, por lo que no se admiten edificaciones civiles superiores a 16 niveles. Por debajo de la ciudad pasa la mayor falla tectónica activa del occidente del país, la falla de Boconó que forma parte de la Placa suramericana.[cita requerida]
La vegetación en el interior de la ciudad está integrada por árboles de copa media a alta y helechos (Pteridophyte), ubicados principalmente en torno a la cuenca del río Albarregas. En la periferia de Mérida, se divisan zonas no urbanizadas, donde predominan formas de vegetación características de sub-montaña y selva estacional. Por otro lado, se extienden por el sur vastos bosques de coníferas, plantados hace varios años. Hacia el norte y el este, se localiza a su vez la Selva nublada.[cita requerida]
Respecto de la fauna local, cabe destacar la importante población de ciertas aves pequeñas y medianas como colibríes y loros (Psittacidae), diseminadas especialmente al sur de la ciudad.[cita requerida]

### Clima

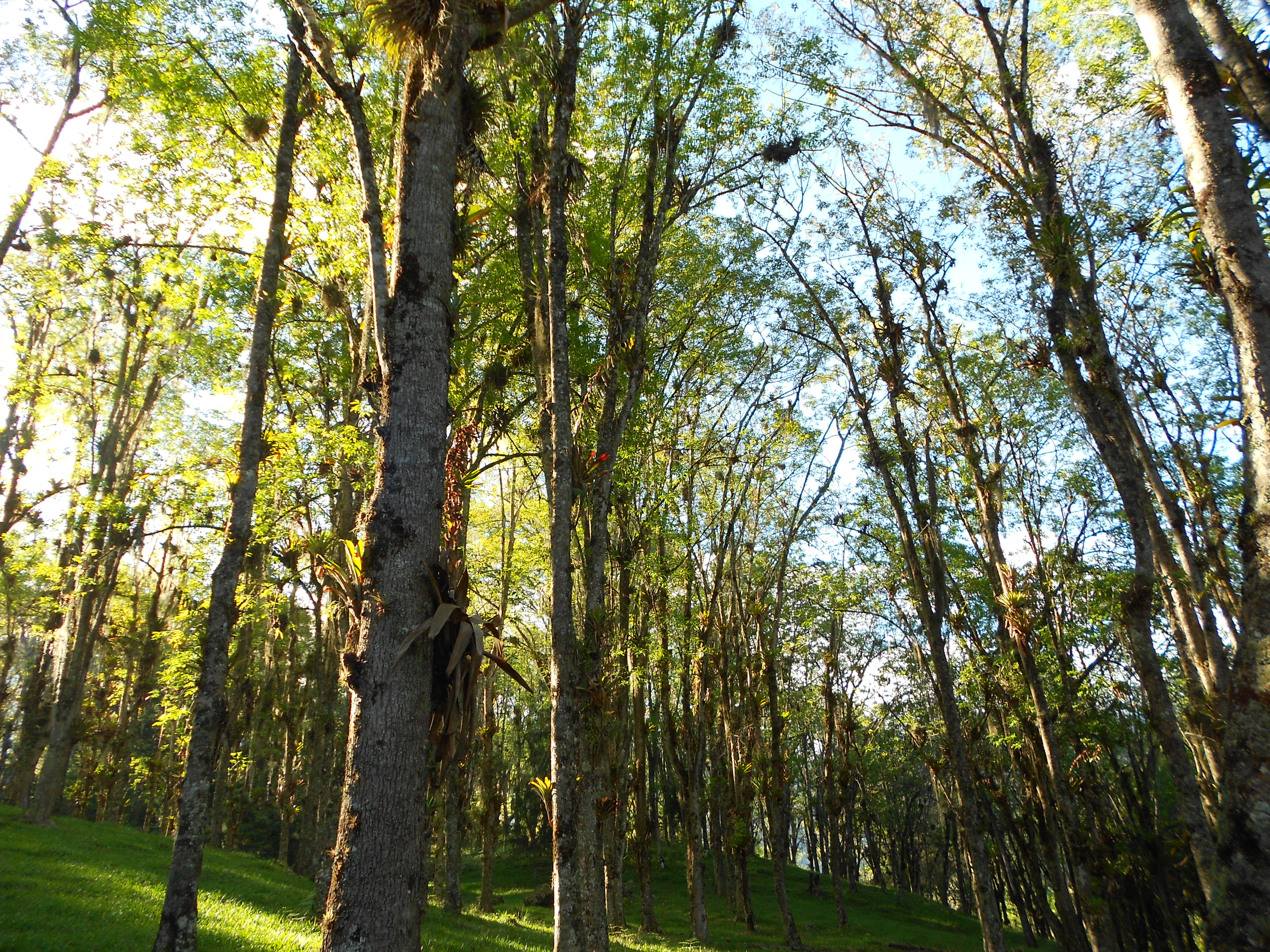
Bosque templado en Mérida

Mérida posee un clima Subropical subhúmedo Cwb, con temperaturas moderadas debido a la situación geográfica de esta ciudad dentro de la cordillera andina, y a su gran altitud. En las zonas y montañas circundantes.
Aunque la polución ha generado un aumento en la temperatura, esta se ha mantenido más baja (en términos relativos) que en las otras ciudades importantes del país, con registros que oscilan entre los 18 °C y los 24 °C, determinando un promedio general de 17,8 °C. Las precipitaciones son de intensidad media durante las épocas de lluvia, desde el mes de abril hasta el mes de noviembre. La temperatura de la ciudad varía de norte a sur según la altitud. El norte de la ciudad se encuentra más alto, a unos 1800 m s. n. m. manteniendo una temperatura promedio de 15 °C. El sur posee un clima más cálido por encontrarse a unos 1400 metros sobre el nivel del mar, presentando una temperatura promedio de 21 °C.[cita requerida]
Venezuela se sitúa en una zona intertropical, por lo que la amplitud térmica intraanual (tomando valores en el curso de un mismo año) es poco significativa. Lo mismo es atribuible a Mérida que, durante el mes de agosto, suele registrar temperaturas comparables a las que pueden medirse, bajo condiciones análogas, a pleno día en el mes de enero.
| Parámetros climáticos promedio de Mérida (1630 m s. n. m.) | Parámetros climáticos promedio de Mérida (1630 m s. n. m.) | Parámetros climáticos promedio de Mérida (1630 m s. n. m.) | Parámetros climáticos promedio de Mérida (1630 m s. n. m.) | Parámetros climáticos promedio de Mérida (1630 m s. n. m.) | Parámetros climáticos promedio de Mérida (1630 m s. n. m.) | Parámetros climáticos promedio de Mérida (1630 m s. n. m.) | Parámetros climáticos promedio de Mérida (1630 m s. n. m.) | Parámetros climáticos promedio de Mérida (1630 m s. n. m.) | Parámetros climáticos promedio de Mérida (1630 m s. n. m.) | Parámetros climáticos promedio de Mérida (1630 m s. n. m.) | Parámetros climáticos promedio de Mérida (1630 m s. n. m.) | Parámetros climáticos promedio de Mérida (1630 m s. n. m.) | Parámetros climáticos promedio de Mérida (1630 m s. n. m.) |
| Mes                                                        | Ene.                                                       | Feb.                                                       | Mar.                                                       | Abr.                                                       | May.                                                       | Jun.                                                       | Jul.                                                       | Ago.                                                       | Sep.                                                       | Oct.                                                       | Nov.                                                       | Dic.                                                       | Anual                                                      |
| ---------------------------------------------------------- | ---------------------------------------------------------- | ---------------------------------------------------------- | ---------------------------------------------------------- | ---------------------------------------------------------- | ---------------------------------------------------------- | ---------------------------------------------------------- | ---------------------------------------------------------- | ---------------------------------------------------------- | ---------------------------------------------------------- | ---------------------------------------------------------- | ---------------------------------------------------------- | ---------------------------------------------------------- | ---------------------------------------------------------- |
| Temp. máx. abs. (°C)                                       | 28.8                                                       | 30.0                                                       | 31.2                                                       | 31.7                                                       | 32.8                                                       | 30.3                                                       | 30.2                                                       | 31.0                                                       | 30.5                                                       | 29.2                                                       | 27.5                                                       | 27.1                                                       | 31.9                                                       |
| Temp. máx. media (°C)                                      | 23.2                                                       | 23.7                                                       | 23.9                                                       | 23.7                                                       | 23.9                                                       | 23.7                                                       | 24.0                                                       | 24.3                                                       | 24.2                                                       | 24.6                                                       | 23.0                                                       | 23.9                                                       | 23.7                                                       |
| Temp. media (°C)                                           | 17.5                                                       | 18.6                                                       | 19.1                                                       | 19.3                                                       | 19.0                                                       | 19.0                                                       | 19.0                                                       | 19.0                                                       | 19.0                                                       | 19.0                                                       | 18.7                                                       | 17.7                                                       | 18.7                                                       |
| Temp. mín. media (°C)                                      | 13.0                                                       | 13.5                                                       | 14.3                                                       | 15.0                                                       | 15.2                                                       | 15.0                                                       | 14.5                                                       | 14.6                                                       | 14.7                                                       | 14.7                                                       | 14.4                                                       | 13.4                                                       | 14.4                                                       |
| Temp. mín. abs. (°C)                                       | 6.3                                                        | 4.2                                                        | 3.0                                                        | 5.8                                                        | 5.0                                                        | 5.6                                                        | 7.4                                                        | 5.8                                                        | 6.4                                                        | 6.2                                                        | 5.2                                                        | 7.6                                                        | 3.0                                                        |
| Precipitación total (mm)                                   | 19.8                                                       | 19.0                                                       | 22.9                                                       | 177.4                                                      | 136.1                                                      | 163.8                                                      | 119.4                                                      | 151.7                                                      | 228.8                                                      | 283.5                                                      | 48.5                                                       | 30.8                                                       | 1401.7                                                     |
| Días de lluvias (≥ 1.0 mm)                                 | 5.9                                                        | 5.9                                                        | 7.5                                                        | 16.0                                                       | 19.1                                                       | 16.3                                                       | 15.0                                                       | 18.1                                                       | 18.8                                                       | 21.4                                                       | 9.0                                                        | 5.7                                                        | 170.7                                                      |
| Horas de sol                                               | 257.3                                                      | 224.0                                                      | 226.3                                                      | 177.0                                                      | 192.2                                                      | 180.0                                                      | 213.9                                                      | 213.9                                                      | 201.0                                                      | 192.2                                                      | 198.0                                                      | 235.6                                                      | 2511.4                                                     |
| Humedad relativa (%)                                       | 71.5                                                       | 71.0                                                       | 72.0                                                       | 75.5                                                       | 76.0                                                       | 76.0                                                       | 74.0                                                       | 73.5                                                       | 73.5                                                       | 76.0                                                       | 76.5                                                       | 73.5                                                       | 74.1                                                       |
| Fuente n.º 1: weatherbase.com                              |                                                            |                                                            |                                                            |                                                            |                                                            |                                                            |                                                            |                                                            |                                                            |                                                            |                                                            |                                                            |                                                            |
| Fuente n.º 2: climate-charts.com                           |                                                            |                                                            |                                                            |                                                            |                                                            |                                                            |                                                            |                                                            |                                                            |                                                            |                                                            |                                                            |                                                            |

## Paisaje urbano

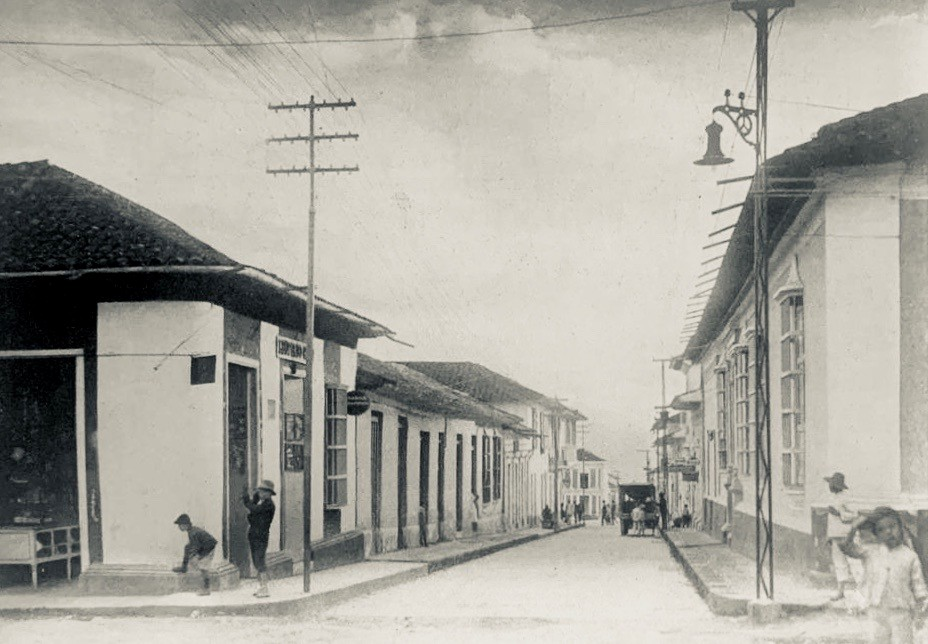
Calle de La Independencia, c. 1929.

Mérida en 1957

Por encontrarse sobre una meseta o terraza, en un pequeño valle, ocupando un área de unos 28 km de longitud por 5 km de ancho, la ciudad actualmente carece de espacio adicional para el desarrollo urbano. Su área poligonal, sin embargo, ocupa unos 140 km², de los cuales, al menos 120 km² son ocupados por la ciudad, y el resto por las zonas de menor desarrollo o bien por algunos accidentes geográficos, tales como taludes o montañas.
A causa de esto, el urbanismo es de estilo desordenado, tan sólo orientado por los ejes viales construidos en las décadas pasadas. El trazado del Centro o Casco Histórico es de estilo colonial español, trazado por 8 avenidas principales de sentido este - oeste y 54 calles de sentido norte - sur, creando cuadrículas, manzanas o cuadras de aproximadamente 100 m por lado.

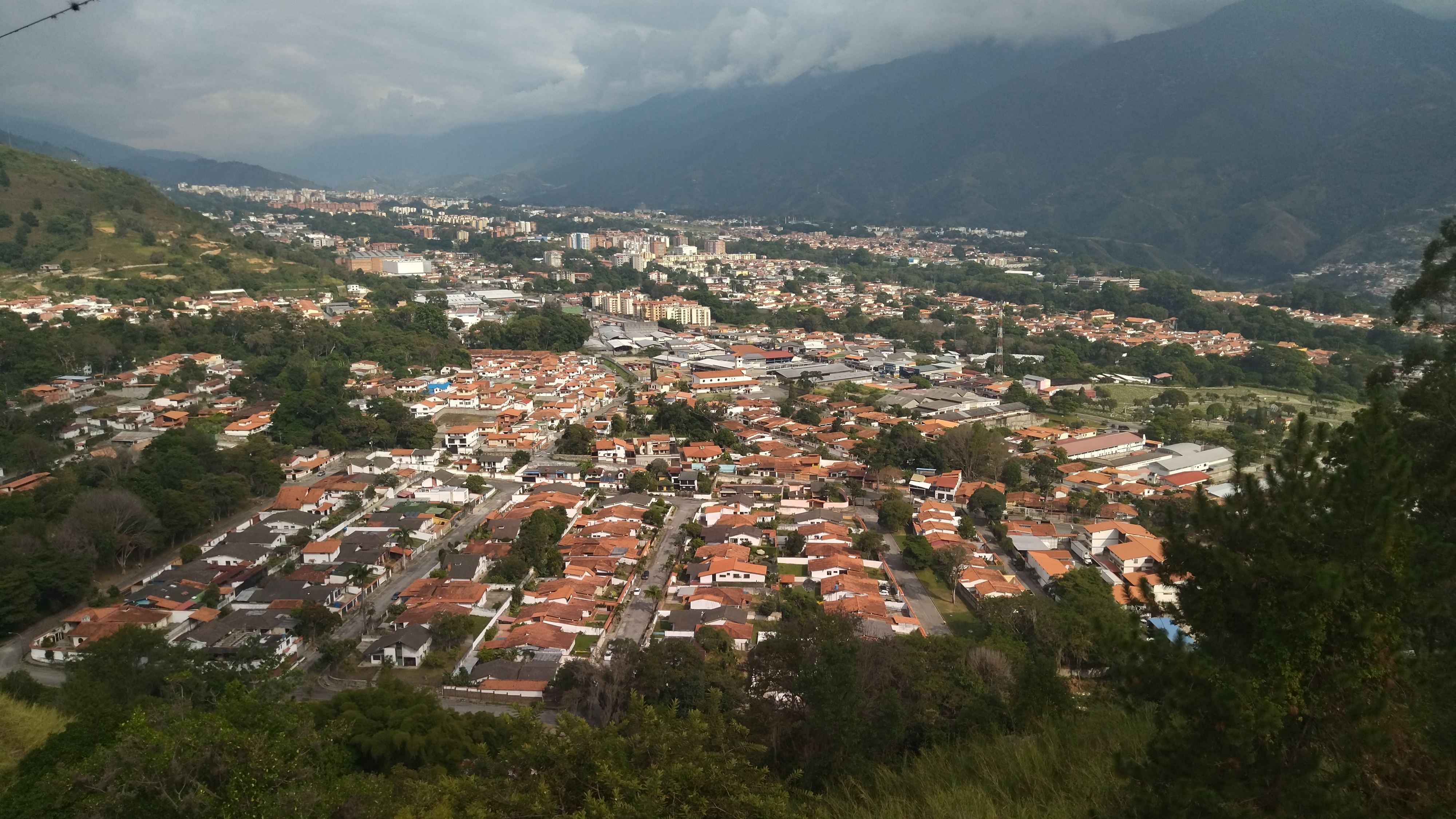
Mérida vista desde el oeste de la ciudad.

La zona suroeste de la ciudad, antiguamente sede de grandes haciendas productoras de caña de azúcar, ha dado paso hace algunas décadas a los grandes desarrollos urbanos, en su mayoría de tipo residencial unifamiliar, llegando hasta el punto de unirse con la ciudad de Ejido. En la actualidad, esta última dista de los límites de Mérida. Ambas ciudades se encuentran ligadas por 2 ejes viales; el primero y más importante formado por la Avenida Monseñor Chacón la cual enlaza a las Avenidas Centenario de Ejido y la Avenida Andrés Bello de Mérida, la cual tiene junto con ella, la vía del Sistema de Transporte Masivo Trolebús, obra ejecutada y puesta en servicio en parte; la segunda red vial está formada por el Corredor Turístico de Jají, el cual enlaza a la Avenida Los Próceres de Mérida con la Vía del Salado de Ejido.
Pese al limitado espacio físico para el desarrollo, Mérida posee el mayor índice de áreas verdes por habitante de Venezuela, gracias a sus numerosas plazas y parques públicos, destacándose entre estos el parque que rodea al río Albarregas. Distintas propuestas se llevan a cabo por la facultad de Arquitectura de la Universidad de Los Andes para aumentar considerablemente la asignación de áreas preservadas del desarrollo edilicio, incrementando de este modo el índice de áreas verdes por habitante y reduciendo el impacto ambiental del crecimiento demográfico.

### Sectores de la ciudad
A principios del siglo XX en la ciudad sólo eran reconocidos dos sectores. Uno de ellos era el Casco Central. Este se ubicaba en la Banda Oriental de la meseta; se dividía, a su vez, en distintas zonas, identificadas en concordancia con el nombre de la plaza que albergaban. El otro sector de la ciudad se situaba al otro lado del río Albarregas, en la Banda Occidental. Se le conocía como La Otra Banda.

## Economía

### Historia y transformación económica

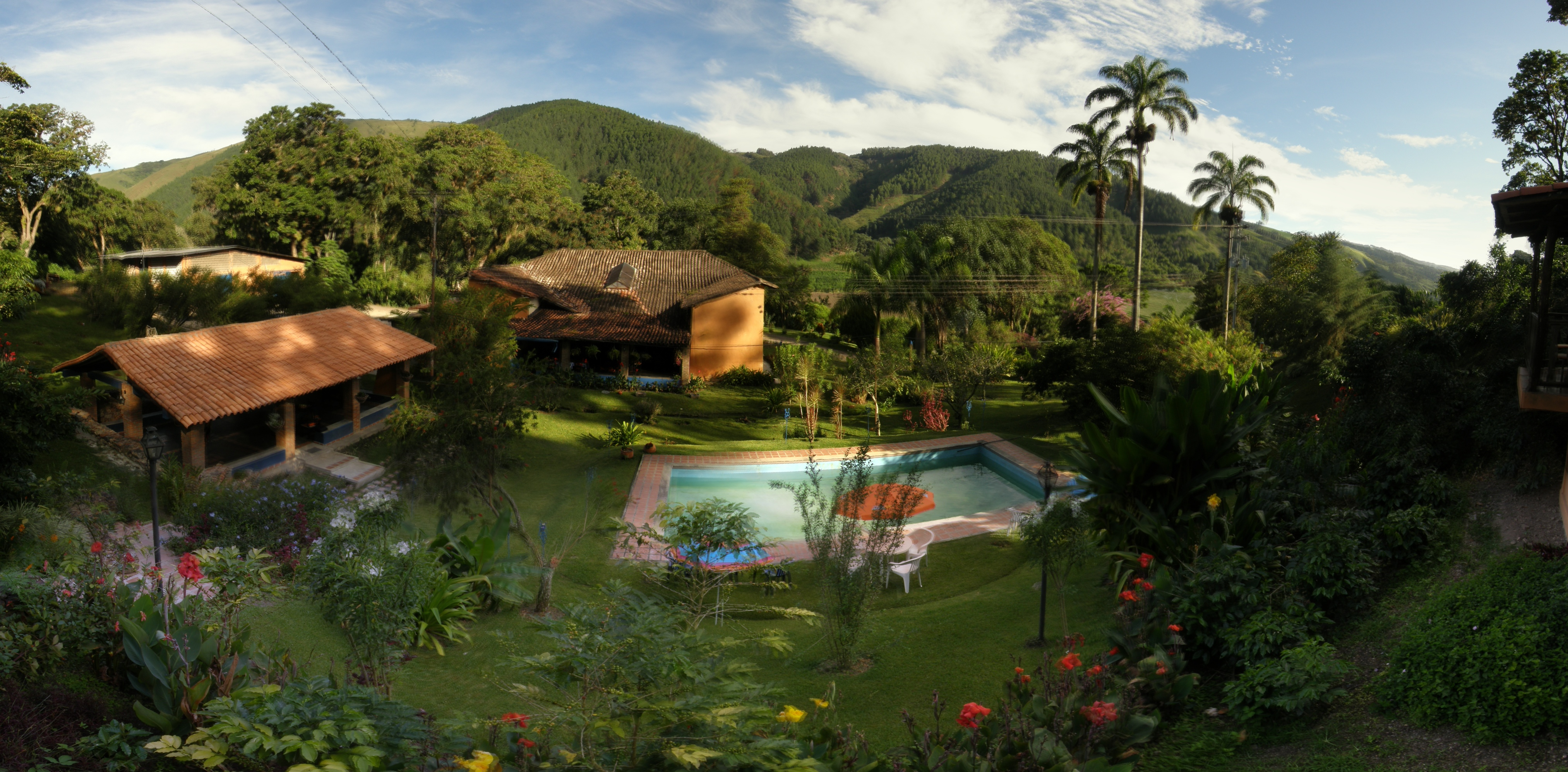
Vista de una posada andina. El turismo en la ciudad es la principal fuente de sustento

Desde los tiempos de la colonia, la agricultura fue tradicionalmente parte importante de las actividades económicas de Mérida, siendo esta el centro de distribución bienes agrícolas del Estado. Además, en los alrededores se localizaban importantes haciendas dedicadas a la producción de la caña de azúcar, cuyos ingresos impulsaron la construcción de una central azucarera donde se procesaba toda la caña de azúcar de Mérida.[cita requerida] Esta se encuentra actualmente abandonada y convertida en museo. Con la construcción del teleférico de Mérida, la carretera trasandina y el aeropuerto de la ciudad, las actividades económicas fueron evolucionando y desplazándose desde el sector primario de la agricultura al sector terciario de servicios destacándose el sector turismo.
El turismo, llamado la industria verde, es la principal fuente de sustento de la ciudad, y una de sus industrias más florecientes. La actividad turística se beneficia del potencial que ofrecen las montañas andinas alrededor de la ciudad, así como las atracciones propias de la misma, como son parques, museos, plazas, entre otros. Además, en los últimos años, gracias a la creación de la única zona libre cultural, científica y tecnológica del país, la ciudad ha empezado a desenvolverse dentro del campo de la tecnología, gracias, además, al apoyo que ha proporcionado la Universidad de los Andes en la materia.
La ciudad de Mérida posee una economía que gira en torno al turismo y a la Universidad de Los Andes, y son justamente estos dos factores los que se han visto afectados en los últimos años y los que han hecho que la ciudad de Mérida viva un retroceso con respecto a otras ciudades de Venezuela.

### Actualidad
| Categoría | Cantidad |
| --------- | -------- |
| Pymes     | 8.588    |
| Pequeña   | 825      |
| Mediana   | 174      |
| Grande    | 15       |

| Sector     | Categoría                                                | Trabajadores |
| Primario   | Actividades agrícolas, pecuarias y caza                  | 64.677       |
| Primario   | Explotación de hidrocarburos, minas y canteras           | 258          |
| Secundario | Industrias manufactureras                                | 32.039       |
| Secundario | Construcción                                             | 25.996       |
| Terciario  | Electricidad, gas y agua                                 | 1.545        |
| Terciario  | Comercio, restaurantes y hoteles                         | 88.433       |
| Terciario  | Transporte, almacenamiento y comunicaciones              | 28.242       |
| Terciario  | Establecimientos financieros, seguros y bienes inmuebles | 14.077       |
| Quinario   | Servicios municipales, sociales y personales             | 11.407       |
| Quinario   | Otras actividades no bien especificadas o no declaradas  | 429          |

Para el año 2011 la ciudad contaba con una fuerza laboral de 367.103 personas, 74% - 80% de éstos participa dentro de la economía formal normalizada, el 24% de estos trabajadores dedicados a actividades relativas al sector terciario de servicios, restaurantes y hostelería; seguido por un 17% dedicado al sector primario, como actividades agrícolas, pecuaria y caza (en zonas rurales cercanas a la poligonal urbana). Y el 8% en el Sector secundario, como Industria ligera (alimentos, vestidos, calzado, bebidas, tabaco, textiles), Industria farmacéutica e Industrias químicas de transformación; un 7,7% en el área de servicios de Transporte, Almacén y comunicaciones y un 7,3% en el área de la Construcción.
Más del 80% de los productos o servicios que se procesan en la ciudad son para el consumo local; Por otro lado, el origen del 45,2% de los insumos para generar estos productos provienen de otros estados, mientras solo un 28,2% es de origen local, y un 9,2 de origen internacional.
- Datos generales de la fuerza laboral y la economía2015:
  - El porcentaje de empresas que utilizaba Marketing Digital era inferior al 26% y tan solo el 11% poseía una página web, de las cuales solo un 5,69% tenía disponible la venta de sus productos por internet. 2015[15]
  - La Condición jurídica más común es la de Compañía o Sociedad Anónima con un promedio del 46%, luego se encuentran la forma legal De Propiedad Individual con un promedio del 45%.[15]
  - La actividad más común es el comercio Mayorista y Minorista con una media de 47%.[15]
  - El promedio de antigüedad de las empresas oscila entre los 10-15 años, considerándose, por tanto, consolidadas.
  - El 52% de las empresas poseían cuentas por pagar en el pasivo de la empresa (amortización del pasivo) y un 28% manifestaba no mantener pasivos.2015
  - En general, más de la mitad de las empresas no utilizan herramientas de administración financiera o calculan indicadores de estados financieros; También, existe un significativo porcentaje que nunca o casi nunca realiza planificación financiera, en oposición a un poco más de una cuarta parte que siempre lo hace.[15]
  - El 49,7% manifiestan no poseer fuentes de financiamiento externa (como bancos o prestamistas), dependiendo de las fuentes de financiamiento internas (créditos de proveedores (amortización del pasivo) y aportes de patrimonios familiares); frente a un 20% con Instituciones financieras privadas.[15]
    - Se observa en la idiosincrasia económica de las empresas que la estructura de activos está representada, en mayor medida, por el efectivo y los inventarios; los pasivos están constituidos por las cuentas por pagar y las principales fuentes de financiamiento son los créditos con instituciones privadas, proveedores (amortización del pasivo), aporte familiar e instituciones de naturaleza privada y pública.[15]
    - Esta estructura también se asocia con la débil estructura de inversión (total activos), pues si las empresas no disponen de bienes muebles e inmuebles que les permitan acceder a las instituciones financieras y ofrecer los mismos en garantía, deben optar por otras formas menos exigentes en cuanto a requisitos para obtener fondos.[15]

  - El 25% de los trabajadores ejerce a un nivel educativo universitario, participando en el sector primario, secundario y terciario, que comparte con un 15,02% de trabajadores de nivel educativo técnico universitario medio o superior y un 2,67% que ejerce funciones empresariales mediante la experiencia; Por otro lado, un 44% tiene un nivel educativo diversificado (título de secundaria), y participa predominantemente en actividades del sector terciario y quinario, junto con un 13% final (sin título de secundaria) que además participa en las actividades del sector primario.[15]
  - El porcentaje de Empresas que tienen personal femenino ocupado es del 45,10% (dentro de la media continental),[16] y el personal masculino un 54,90%.[15]

## Política, gobierno y sociedad

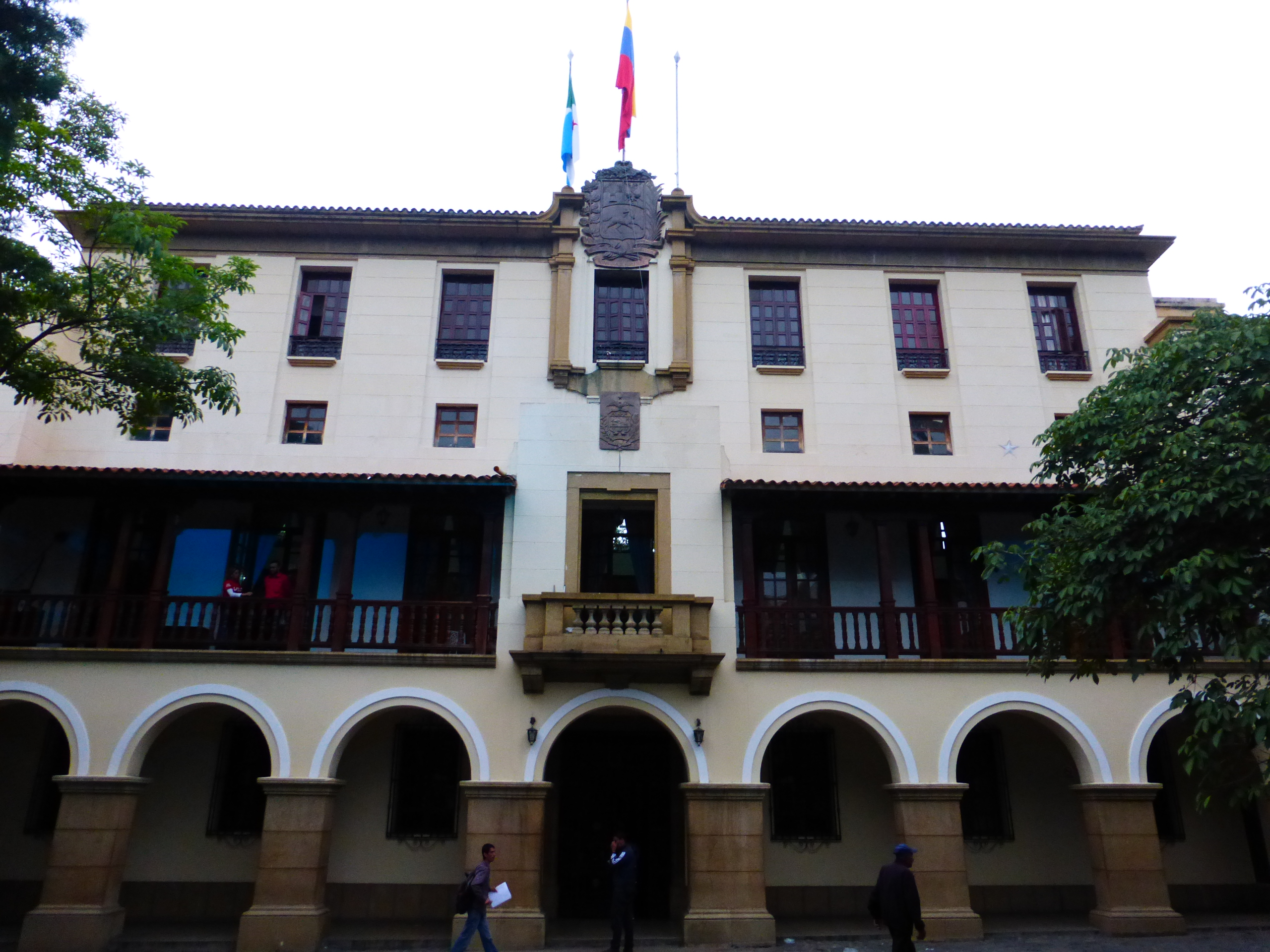
Palacio de Gobierno del estado Mérida.

La ciudad de Mérida es la cabecera y sede del gobierno estatal y municipal, ubicándose en la misma tanto el despacho del gobernador como las oficinas de la alcaldía así como la sede del Consejo legislativo del estado, las oficinas regionales del poder judicial y electoral, la Contraloría y la Defensoría del Pueblo.
La ciudad geopolíticamente abarca 13 de las 15 parroquias del Municipio Libertador, sumado a que su conurbación conforma 3 de las 7 parroquias del Municipio Campo Elías, 2 de las 5 parroquias del Municipio Sucre y la única parroquia del Municipio Santos Marquina.
El área metropolitana de Mérida la componen 3 Municipios: Libertador, Campo Elías y el Municipio Santos Marquina, por lo cual posee 3 autoridades municipales, actualmente todas pertenecientes al Partido Socialista Unido de Venezuela: Jesús Araque (municipio Libertador), Simón Pablo Figueroa (municipio Campo Elías) y Balmore Otalora (municipio Santos Marquina).
El gobernador del estado desde 2021 es Jehyson Guzmán del Partido Socialista Unido de Venezuela, mientras que en el Consejo Legislativo del estado se encuentran, entre otros, Alexis Paparoni del partido Acción Democrática.
Sin embargo, dada la gran concentración estudiantil y la importancia que juega la Universidad de los Andes dentro del desarrollo local, los cargos de Rector universitario, Presidente de la Federación de Centros de Estudiantes Universitarios de la ULA (FCU-ULA) y Consejero Universitario (CU-ULA) son de gran importancia dentro de la política local.
El cargo de rector de la Universidad de los Andes se encuentra desde el año 2008 bajo la administración de Mario Bonucci.

## Demografía
A pesar de ser una de las ciudades más extensas de los Andes venezolanos, Mérida siempre contó con una población reducida en comparación a muchas otras urbes de Venezuela, que crecieron con mayor rapidez; Esto se debió a que la agricultura era la principal actividad del estado, por consiguiente la mayoría de la población se asentaba en pequeños pueblos del páramo. A principios del siglo XIX, la ciudad apenas alcanzaba los 5000 habitantes. El crecimiento demográfico permaneció sin mayor cambio hasta que, en las últimas tres décadas del siglo XX, la población se triplicó, pasando de 74.000 habitantes (según el censo de 1971) a la población de 204.000 en el 2001.
El drástico incremento se debió, en gran medida, al éxodo de personas que durante los últimos años abandonaron el campo y la agricultura para establecerse a la ciudad. Este fenómeno ocurrió en toda Venezuela, siendo la ciudad de Mérida el más importante núcleo receptor en el Estado. Además, el prestigio alcanzado por la Universidad de Los Andes durante dicha época la ha convertido en una de los centros de estudios predilectos en el ámbito nacional para estudios de pregrado. Como consecuencia de esto, la ciudad ha recibido una importante afluencia de población estudiantil procedente de todo el país.
A través de un estudio realizado por la Universidad de Los Andes a cincuenta y seis (56) pacientes del Hospital Universitario de los Andes, se obtuvo una estatura promedio de los residentes de la ciudad, con 157,16 centímetros para las pacientes femeninas y 171,86 centímetros para los pacientes masculinos.Un estudio realizado por un equipo de entrenadores sobre un grupo de cincuenta y cinco (55) jóvenes Patinadores, produjo una media de estatura para el estado; con 1,63 centímetros para las deportistas femeninas y 1,73 centímetros para los deportistas masculinos, el último lugar en orden descendente para los ocho estados representados.

### Tasa de suicidios
Entre 2010 y 2017 la esperanza de vida de los merideños descendió tres años, de 78,5 a 75,5 años debido a la crisis social y económica. Para 2023, el estado Mérida tenía más suicidios que homicidios, siendo el estado de Venezuela con la mayor cantidad a nivel nacional, concentrando el 40%.

### Etnografía

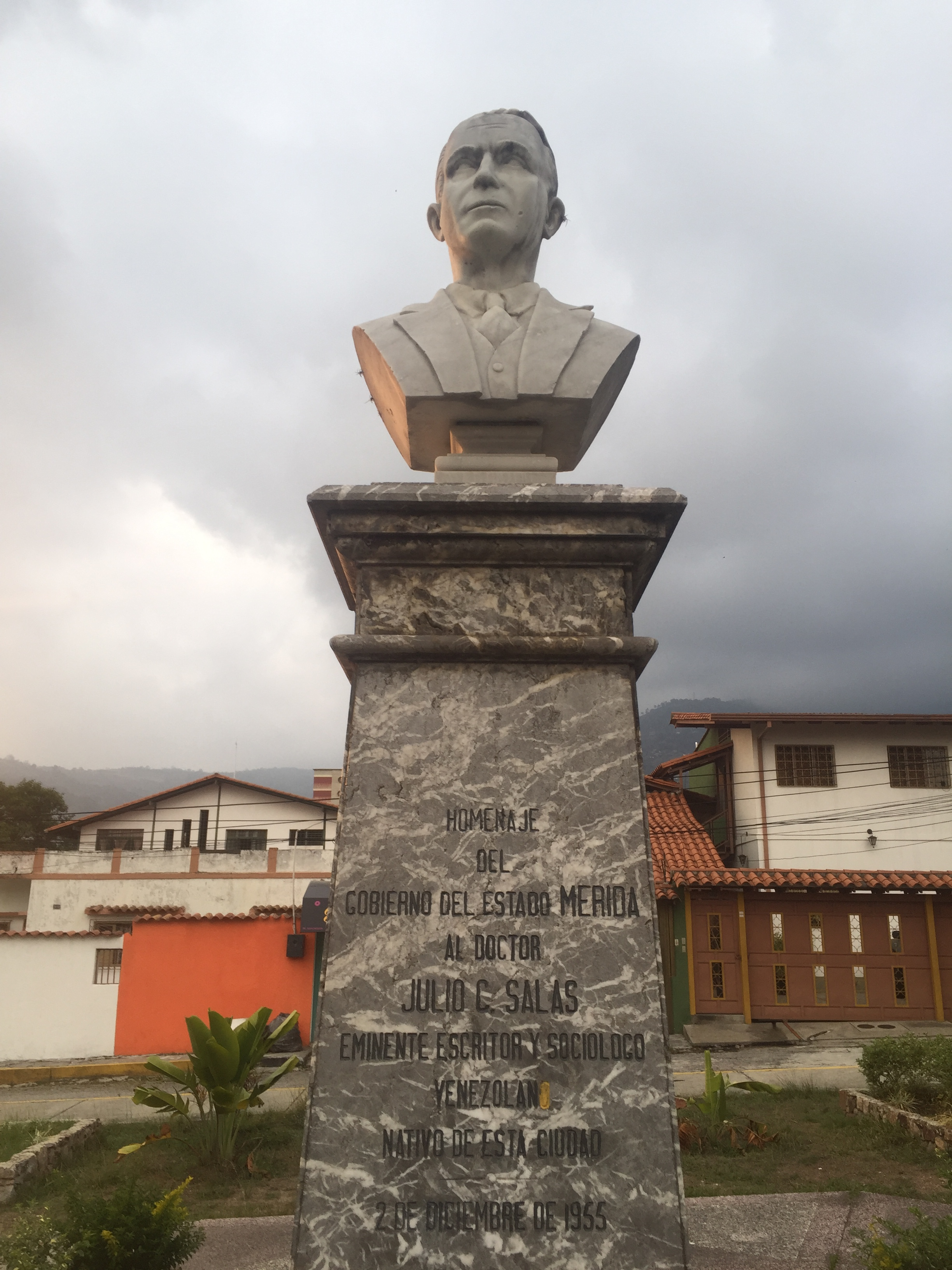
Plaza dedicada al etnólogo merideño Julio César Salas.

La ciudad ha tenido una fuerte afluencia histórica de inmigrantes, tanto de otras zonas de Venezuela, como de Europa y Latinoamérica. Antes de los recientes éxodos debido a la crisis migratoria venezolana se contabilizó amplia comunidad extranjera, entre los que destacan la comunidad de origen francesa, alemana, argentina, italiana, portuguesa, estadounidense y colombiana. Según el censo de 1990, poco más del 8% de la población de la ciudad (un poco más de 11 000 habitantes) era de procedencia extranjera. También se destaca la inmigración por parte de países como Perú, Ecuador, Bolivia, Haití, China, Siria, Líbano, Irlanda, Chile y Uruguay.

## Educación

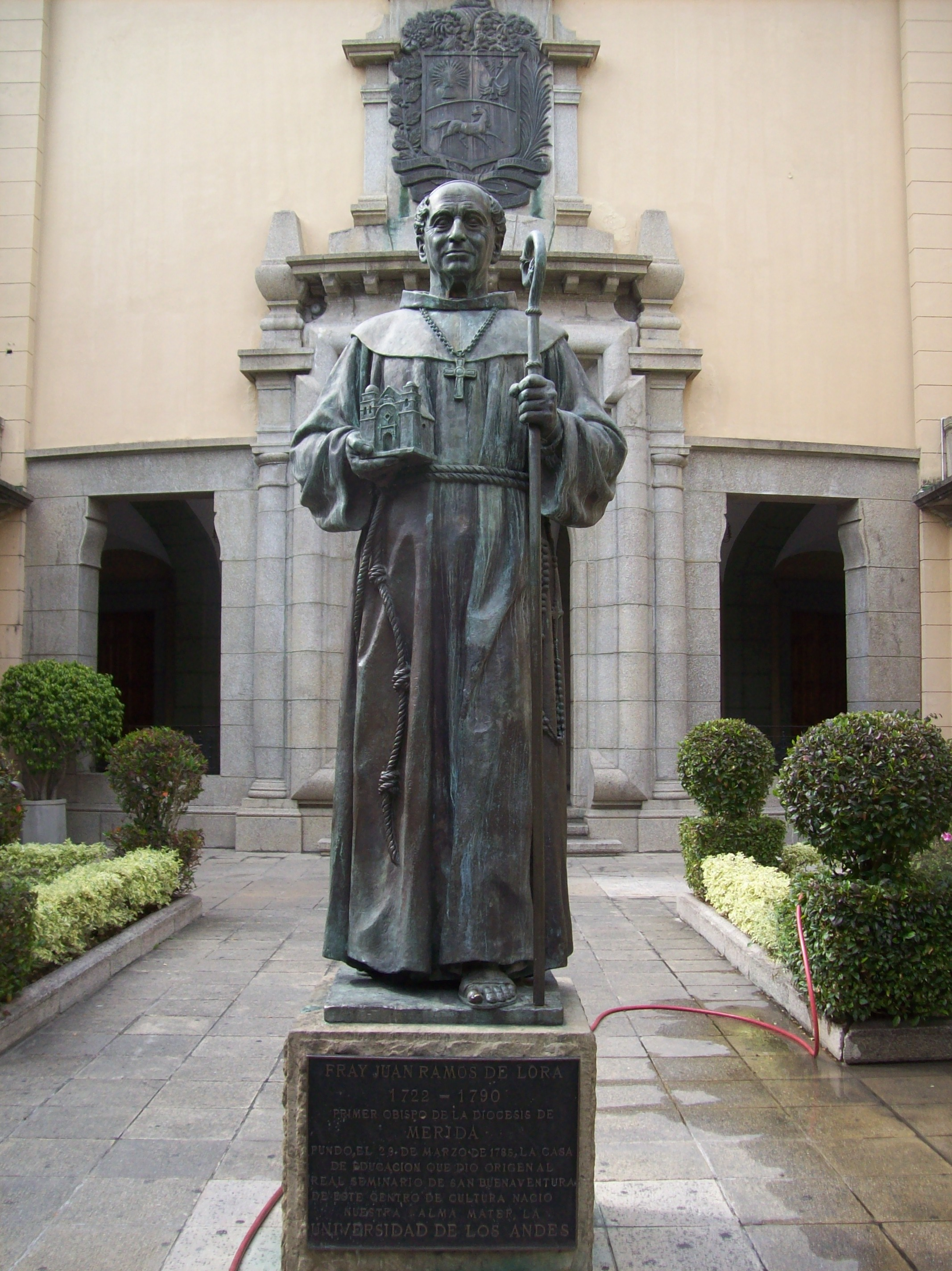
Plaza del Rectorado de la Universidad de Los Andes, estatua de Fray Juan Ramos de Lora.

Mérida es una ciudad estudiantil con un importante porcentaje de su población dentro de las aulas de clases, especialmente en el área universitaria (20-30% de la población) y con una tasa de alfabetismo del 97%. Cuenta con una de las universidades de mayor tradición del país, y la segunda en antigüedad: la Universidad de Los Andes. Además, se emplazan en Mérida diferentes instituciones de educación superior como universidades, núcleos universitarios, institutos politécnicos, y colegios universitarios, entre otros.

### Educación universitaria
La Universidad de Los Andes, más relevante en la ciudad, ofrece por su parte programas de pregrado en diversas áreas artísticas, ciencias de la salud, ciencias forestales, ciencia y tecnología, ciencias jurídicas, ciencias sociales y económicas, literatura y humanidades, entre carreras cortas y carreras largas, además de cursos, licenciaturas, postgrados, especializaciones, diplomados, entre otros.

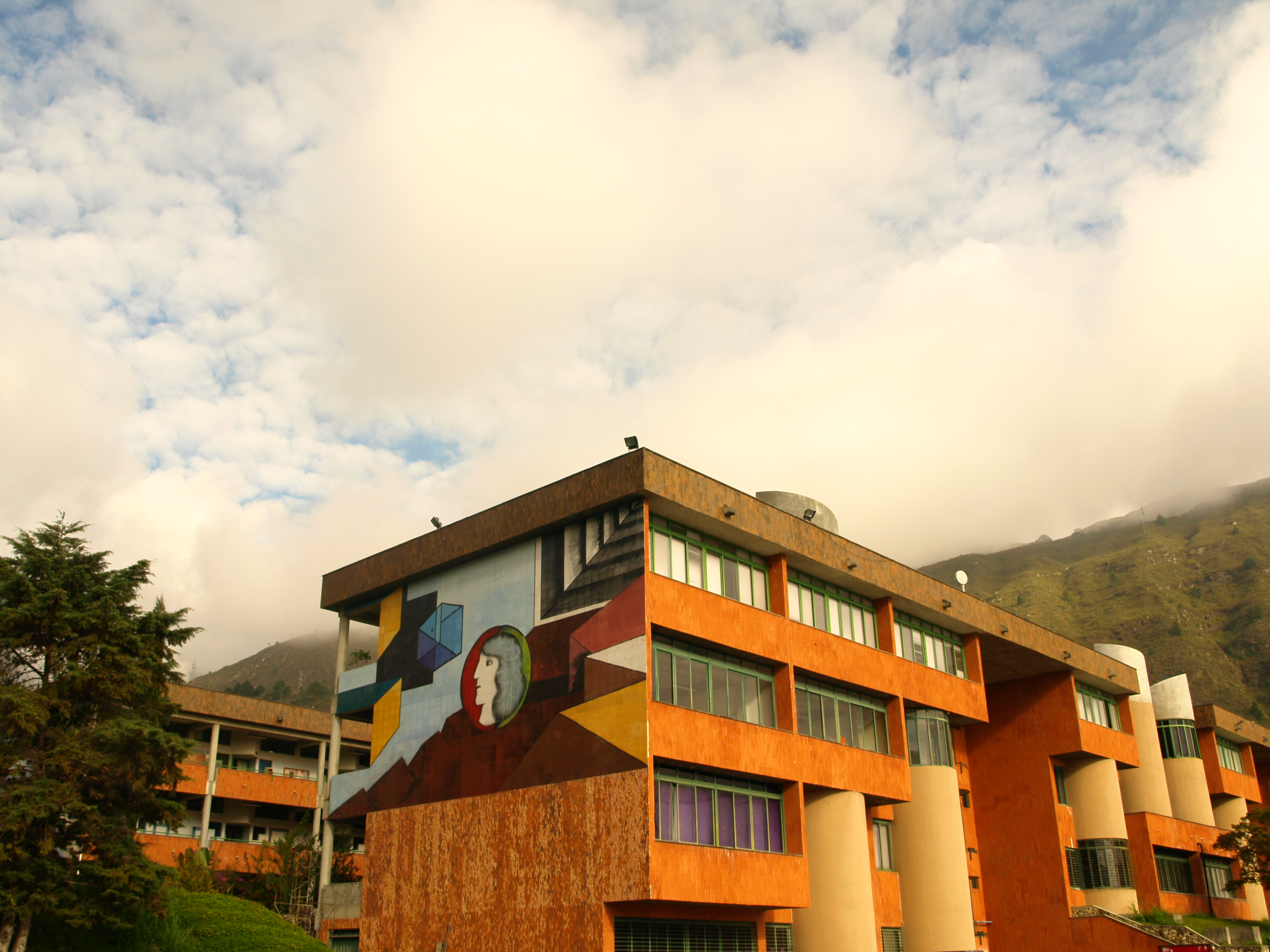
Vista parcial de la Facultad de Arquitectura y Diseño de la Universidad de Los Andes. En la fachada se estrena el mural del artista venezolano Pedro León Zapata.

La Universidad opera 4 núcleos dentro de la ciudad como el de La Hechicera, La Liria, Los Chorros y el de Campo de Oro, y más de una facultad regada por toda la geografía de la misma como Medicina, Odontología y Artes, establecida desde 1785 en Mérida.
De más reciente creación son las otras universidades que operan en la ciudad: la Universidad Nacional Abierta (UNA) que ofrece carreras de pregrado a distancia, y la Universidad Nacional Experimental de la Fuerza Armada (UNEFA), que funciona desde 2006 y ofrece también carreras de pregrado relacionadas con el campo de la ingeniería. También tiene presencia la Universidad Nacional del Turismo (UNATUR), con sede en el Hotel Escuela de Los Andes Venezolanos (CUHELAV), orientada a áreas de turismo.

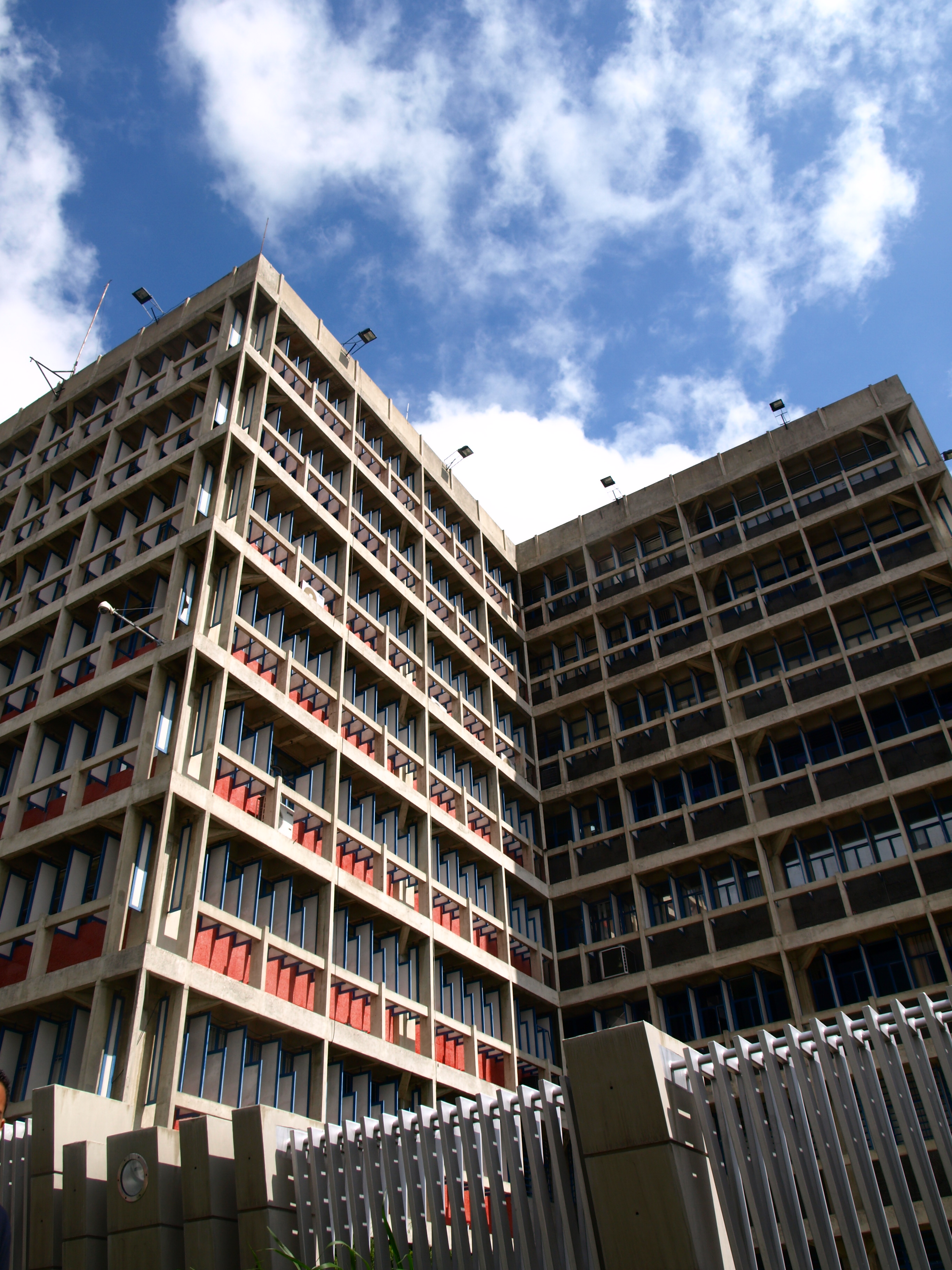
Sede central de las oficinas administrativas de la Universidad de los Andes.

### Educación básica y media
La educación básica y media posee gran cantidad de instituciones, en su mayoría de carácter público, dependientes tanto del gobierno nacional como del gobierno estadal. Entre estas, se cuenta el Liceo Libertador, un prominente centro educativo. Además, existe una importante cantidad de escuelas privadas mantenidas por organizaciones católicas, algunas de las cuales poseen las mayores infraestructuras educativas de la ciudad. Tal es el caso del Colegio La Salle de Mérida y del Colegio San Luis, ambos con capacidad para centenares de alumnos. Los mismos están a cargo de la Fundación La Salle y de La Fundación Don Bosco, respectivamente. Todas las escuelas son regidas por un órgano central dependiente del Ministerio de Educación de Venezuela a través de la «Zona Educativa de Mérida».
Otras instituciones educativas modelo, que cabe destacar, son las escuelas de idiomas, deportes y música. Importantes conservatorios de música, orquestas y corales tienen su sede en la ciudad. Estos dependen, mayormente, de las universidades o el Estado en el marco del Sistema de Orquestas Sinfónicas, y enseñan a ejecutar múltiples instrumentos musicales, además de instruir en materia de interpretación lírica.

### Bibliotecas
La mayor red de bibliotecas está constituida por las bibliotecas de la Universidad de Los Andes, cada facultad dispone de una biblioteca especializada en su área, además de las bibliotecas centralizadas que posee el núcleo universitario de La Hechicera, la dirección de deportes, la sede administrativa y demás bibliotecas menores que suman más de una docena de recintos bajo la organización de Serbiula. Además, la ULA posee una gran cantidad de material de estudio e investigación en forma digital, disponible para todo el público, así como diversas hemerotecas entre las que se destacan la hemeroteca de arquitectura de la facultad homónima con una de las mayores colecciones de Latinoamérica.
Aparte de las bibliotecas universitarias, en la ciudad tiene su sede la Biblioteca Bolivariana, que sirve a su vez como galería de exposición, una sucursal de la Biblioteca Nacional de Venezuela, y la Biblioteca Pública Central Simón Bolívar dependiente del gobierno regional. Otras instituciones públicas y privadas como colegios, liceos, iglesias e institutos de idiomas poseen bibliotecas menores a menudo para el uso exclusivo de sus miembros.

## Infraestructura

### Energía
La Red eléctrica de la ciudad de Mérida cubre principalmente al municipio libertador, alcanzando otros municipios como el Santos Marquina (Tabay) y municipio Campo Elías; en la ciudad de Ejido, con quien comparte carga por medio de la Subestación de Ejido.
Para el año 2008 la red Eléctrica de la ciudad de Mérida contaba con dos subestaciones atendidas: 
- Mérida I (115/13.8) kV
- Mérida II (115/34.5/13.8) kV
- Dos subestaciones no atendidas 
  - San Jacinto (34.5/13.8) kV 
  - Cinco Águilas (34.5/13.8) kV
- La Subestación de Ejido (115/34.5) kV 
  - por su cercanía con la zona sur de la ciudad, es de importancia para la red.

Todas estas subestaciones alimentan 25 circuitos, de los cuales 17 de ellos son Urbanos y los demás son Rurales.

#### Subestación Mérida I
8°34′30.29″N 71°10′46.38″O / 8.5750806, -71.1795500
- Está catalogada como una subestación del tipo Radial, lo que quiere decir que la línea de 115 kV que la alimenta termina en esta subestación. Ésta cuenta con dos transformadores de 20 MVA cada uno, con una relación de transformación de 115/13.8 kV, los cuales alimentan a siete circuitos en 13.8 kV, teniendo una capacidad por circuito de 5.714 kVA. En el mismo espacio físico comparte terreno con la subestación del sistema de Transporte Masivo TROLEBUS, además se encuentra el Almacén de la empresa CADAFE, zona Mérida.
- Tiene una capacidad de 40 MVA, y la carga instalada en la red es de 102 MVA, es decir que la subestación es capaz de atender el 39.2 % de la carga conectada. Este valor puede ser suficiente o no dependiendo del factor de diversidad (Fd) entre los distintos circuitos conectados a la subestación.
  - Abastece a los sectores de La Pedregosa (21.475 kVa), Avenida Urdaneta (14.980 kVa), Los Corrales (6.535 kVa), El Hospital Universitario de Los Andes (Tipo IV) (14.865 kVa), La Parroquia (12.590 kVa), Los Curos (17.878 kVa) y la Avenida Las Américas (13.740 kVa).

#### Subestación Mérida II
8°37′54.83″N 71°7′13.49″O / 8.6318972, -71.1204139
- Es una subestación del tipo nodal, es decir tiene interconexión con otras subestaciones; de hecho es la que alimenta en 115 kV a la subestación de Ejido y Mérida I.
- Mérida II es alimentada por dos líneas de 115 kV que vienen de la Planta de Generación Hidroeléctrica Páez en el Municipio Cardenal Quintero, se interconecta con la subestación de El Vigía, llamada Vigía I  y esta última se interconecta con la subestación en 115 kV de Tovar .
- Mérida II cuenta con dos transformadores de potencia de 16 MVA con relación de transformación 115/13.8 kV, que alimentan a la barra de 13.8 kV donde se encuentran conectados 7 circuitos de los 8 con que cuenta esta subestación. Tiene un transformador de 10 MVA exclusivo para alimentar al circuito 4 (el centro de la ciudad). También cuenta con dos transformadores de 115/34.5 kV de 20 MVA que alimentan a la subestación de San Jacinto, que es una subestación no atendida.
- Su ubicación está alejada del cetro de carga de los circuitos que alimenta dicha subestación. Esto no permite que la mayoría de los circuitos sean cargados con corrientes superiores a los 200 A sin que estos comiencen a presentar problemas de caída de tensión. Esta condición tampoco permite que esta subestación pueda servir como respaldo eficiente de los circuitos pertenecientes a la Subestación Mérida I.
- La capacidad total de Mérida II es de 42 MVA, la carga total conectada a la Subestación es 95,62 MVA, es decir la subestación sólo podrá atender un 43,7% de la carga conectada, en estas condiciones la subestación estaría sometida al 100% de su capacidad; del criterio de capacidad firme lo ideal es que la subestación pudiese atender el 65 % de la carga conectada.
  - Abastece al Teleférico de Mérida (15.380 kVa), Tabay (8.392);(en el municipio Santos Marquina), El Valle (7.182 kVa), el Centro de la Ciudad (13.575 kVa), La Milagrosa (11.135 kVa), Los Sauzales (13.145 kVa), Los Chorros de Milla (17.507 kVa), la Hechiera (9.300 kVa).

#### Subestación de San Jacinto
8°34′30.05″N 71°9′7.8″O / 8.5750139, -71.152167
- Es una subestación no atendida de 34.5/13.8 kV, con una capacidad de 10 MVA, ubicada en el sector del mismo nombre en las riveras del río Chama. 
  - Abastece tres circuitos: Cinco Águilas, (otra subestación) Es el Circuito que respalda al Hospital Universitario de Los Andes, Tipo IV (1.285 kVa), Facultad de Farmacia de la Universidad de los Andes (6.926 kVa) y Emisoras de Radio (4.092 kVa); estos dos últimos descargan a la subestación Mérida I de tener que abastecerlos.

### Acueducto Metropolitano y tratamiento de aguas
- El tratamiento de agua potable pasa por la captación y aireación de la fuente de agua (principalmente el Río Mucujún y la naciente de Río Albarregas); y posteriormente la añadidura de Cloro, Sulfato de aluminio, cal hidratada y flúor, en los respectivos procesos normalizados.
- A éste sistema se le conoce como Acueducto Metropolitano de Mérida

#### Planta de Tratamiento Enrique Burgoin
- Una de las dos plantas de tratamiento de agua; tiene una capacidad de producción de 0.85 metros cúbicos por segundo, y la cual surte al sector comprendido desde La Otra Banda hasta Los Curos. Ésta planta es alimentada por el Río Mucujún que nace en el Páramo de La Culata a una altitud de 4.400 m.s.n.m

#### Planta de Tratamiento Enrique Jáuregui
- Tiene una capacidad de producción de 0.2 metros cúbicos por segundo, y la cual surte al sector comprendido desde El Casco Histórico hasta La Parroquia. Ésta planta es alimentada por la parte más alta del Río Albarregas que nace en el Puente La Hechichera en el extremo norte de la ciudad, y que proviene del Páramo de los Conejos.

#### Concentraciones de Cloro en agua
- Para el año 2001, las concentraciones de Cloro solían rondar los 1,5 mg de cloro por litro de agua, pudiendo alcanzar las mayores concentraciones en las áreas más próximas a las plantas de tratamiento con valores de hasta 2mg de cloro por litro de agua. (El máximo permitido por la O.M.S. es de 1 mg. por litro de agua).[28]

#### Distribución
- La distribución se realiza desde las Plantas de tratamiento a través de tuberías. A lo largo de la ciudad existen vávulas reductoras que regulan la distribución del agua a lo largo de la ciudad.

#### Aguas Residuales y Calidad de los Cuerpos de Agua
- Existe una única planta de tratamiento de aguas residuales ubicada al norte de la ciudad, mediante depuración biológica por fangos activos que no ha sido puesta en funcionamiento desde su construcción en la década de 1980, a razón de una insuficiente infraestructura energética; por lo que las aguas residuales del sistema se vierten directamente en los principales cuerpos de agua de la ciudad. Poner en funcionamiento una Planta de Tratamiento de aguas residuales significaría un coste de 6.442.207 kWh/año (735 kWh) (el equivalente a la producción conjunta de 14 paneles fotovoltaicos de 305 Wp) e impediría la emisión de 12.832,78 toneladas de CO2-eq/año; Por otro lado, el vertido directo de residuos en éstos ríos, por las características que poseen, atenúa de forma inmediata la emisión de gases de efecto invernadero por aguas residuales municipales en 82% del metano y 100% del óxido de nitrógeno (I), a costa de la contaminación de los mismos.[29]
- En 2002, existían un total de 66 descargas residuales a los principales cuerpos de agua de la ciudad (río Albarregas (37), río Chama (18), río Pedregosa (4) y Milla (7)). El río Albarregas resulta ser el más afectado, en un estudio realizado a 19 descargas y para el año 2002 la demanda química de oxígeno (un indicador utilizado para medir el grado de contaminación) oscilaba entre los 106 y 1311 mg/L (la norma establece valores máximos de 60 mg/L). Mientras que la demanda biológica de oxígeno oscilaba en valores de entre 70 a máximos de 505 mg/L (la norma establece valores máximos de 350 mg/L)[28]
- En cuanto al río Albarregas en su caudal, la demanda biológica de oxígeno mostraba valores de 2-3 mg/L (contaminación débil o muy baja) desde la estación Enrique Jauregui (hasta donde no existen descargas residuales), para manifestar en puntos más bajos de la ciudad valores de hasta 15-30 mg/L)[30] (e.g. El río Guaire de Caracas oscila entre los 38-58 mg/L)[31] (La O.M.S. establece un estándar máximo de 6 mg/L; por encima de 10 mg/L se catalogan como aguas muy contaminadas). provocando en consecuencia la disminución de población de especies piscícolas autóctonas (como la trucha), así como de las diferentes especies de fauna y flora asociadas al río, desde hace décadas.

## Salud
La ciudad goza del más alto nivel de calidad de vida de Venezuela. El área urbana de Mérida contaba en el año 2000 con 36 centros de salud distribuidos de la siguiente manera: un Hospital Tipo I, un Hospital Tipo III y un Hospital Tipo IV, ubicados en la ciudad de Mérida; 15 Ambulatorios Urbanos, 4 del Tipo III y 11 del Tipo I. También dispone de 18 Ambulatorios Rurales, 13 de Tipo II y 5 de Tipo I.
Como en otros aspectos, la Universidad de Los Andes y sus instalaciones están muy ligadas a la ciudad, la infraestructura médica está compuesta en su mayoría por centros hospitalarios pertenecientes a esta última y centros de salud de carácter privado. Entre los hospitales públicos que ofrecen su servicio de forma gratuita se destaca el Instituto Autónomo Hospital Universitario de Los Andes, IAHULA el mayor de la región, así como otros dos hospitales menores y un local de la Cruz Roja Venezolana. Entre la infraestructura hospitalaria privada comúnmente llamadas clínicas, se destacan por su tamaño el Hospital Clínico de Mérida, el Centro Clínico, la Clínica Mérida, la Clínica Albarregas, el CAMIULA y otra decena más de clínicas de menor tamaño.

### IAHULA
El Instituto Autónomo Hospital Universitario de Los Andes más conocido en la ciudad como el Hospital universitario fue inaugurado el 23 de diciembre de 1972 durante el gobierno de Rafael Caldera, es una obra diseñada por el arquitecto Augusto Tobito Acevedo, su primer director fue el médico Raúl Arellano contando en su inicio con 187 médicos, 187 profesionales de enfermería y 302 auxiliares de enfermería. Clasificado como Hospital tipo IV.

## Transporte y vialidad

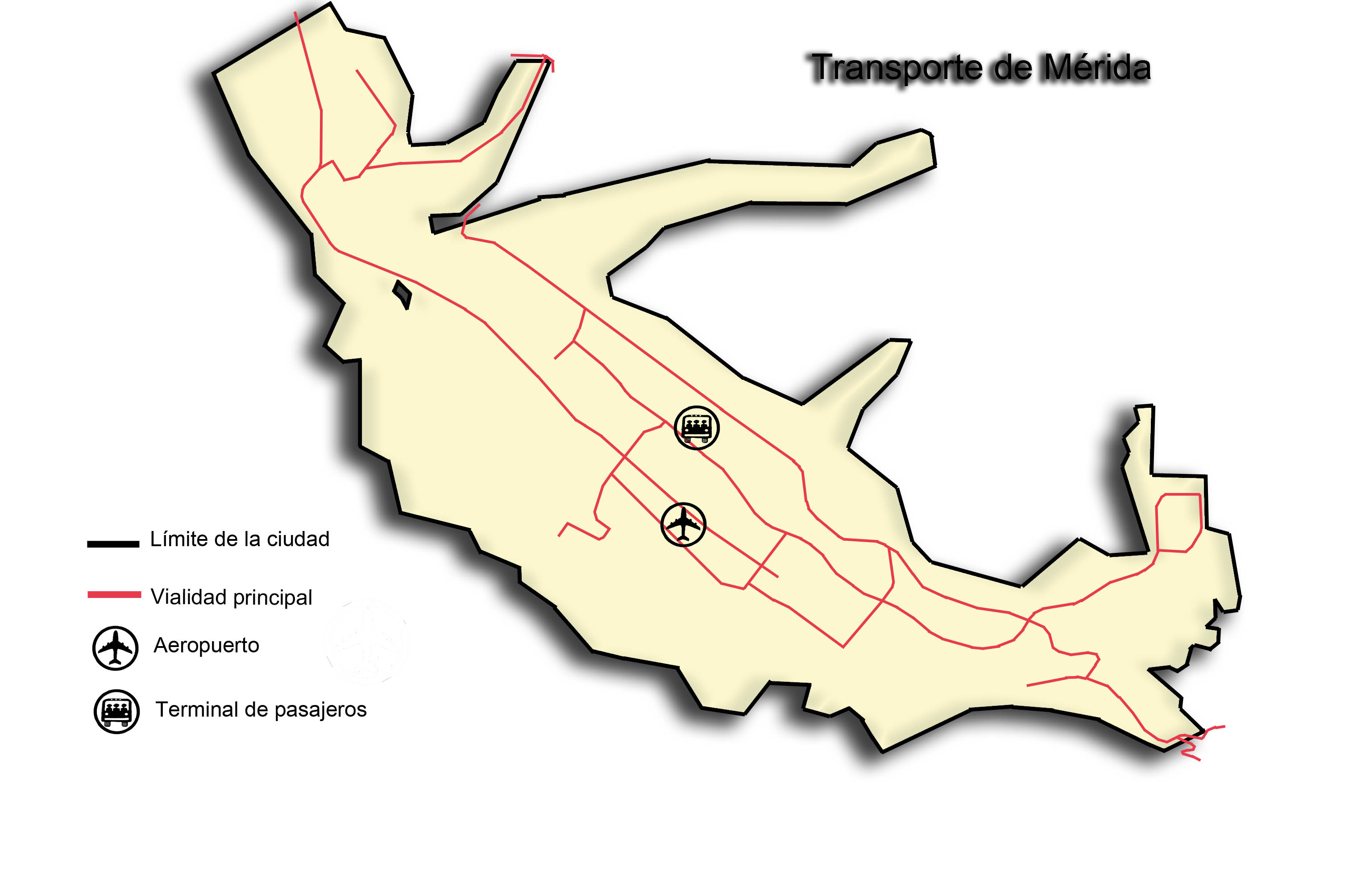
Mapa de Transporte de la ciudad de Mérida, Venezuela. Se identifican las principales avenidas de la ciudad así como el terminal regional de autobuses y el aeropuerto nacional.

Durante la época de la colonia y mucho después de la independencia, la ciudad se encontraba apartada de las otras localidades del país por la compleja situación geográfica, por lo que sólo era enlazada a través de un camino real con la ciudad de Trujillo. A principios del siglo XX, se construyó la primera carretera, la Trasandina, que uniría la ciudad con la región occidental, facilitando así el acceso y favoreciendo el tránsito vehicular. Desde ese entonces se proyectaron otras vías que la comunicaran con el resto del país, sin embargo, la falta de mantenimiento y las condiciones del terreno han ocasionado a lo largo de la historia, severas interrupciones entre el tráfico terrestre de la ciudad y el resto del país.[cita requerida]

### Red vial

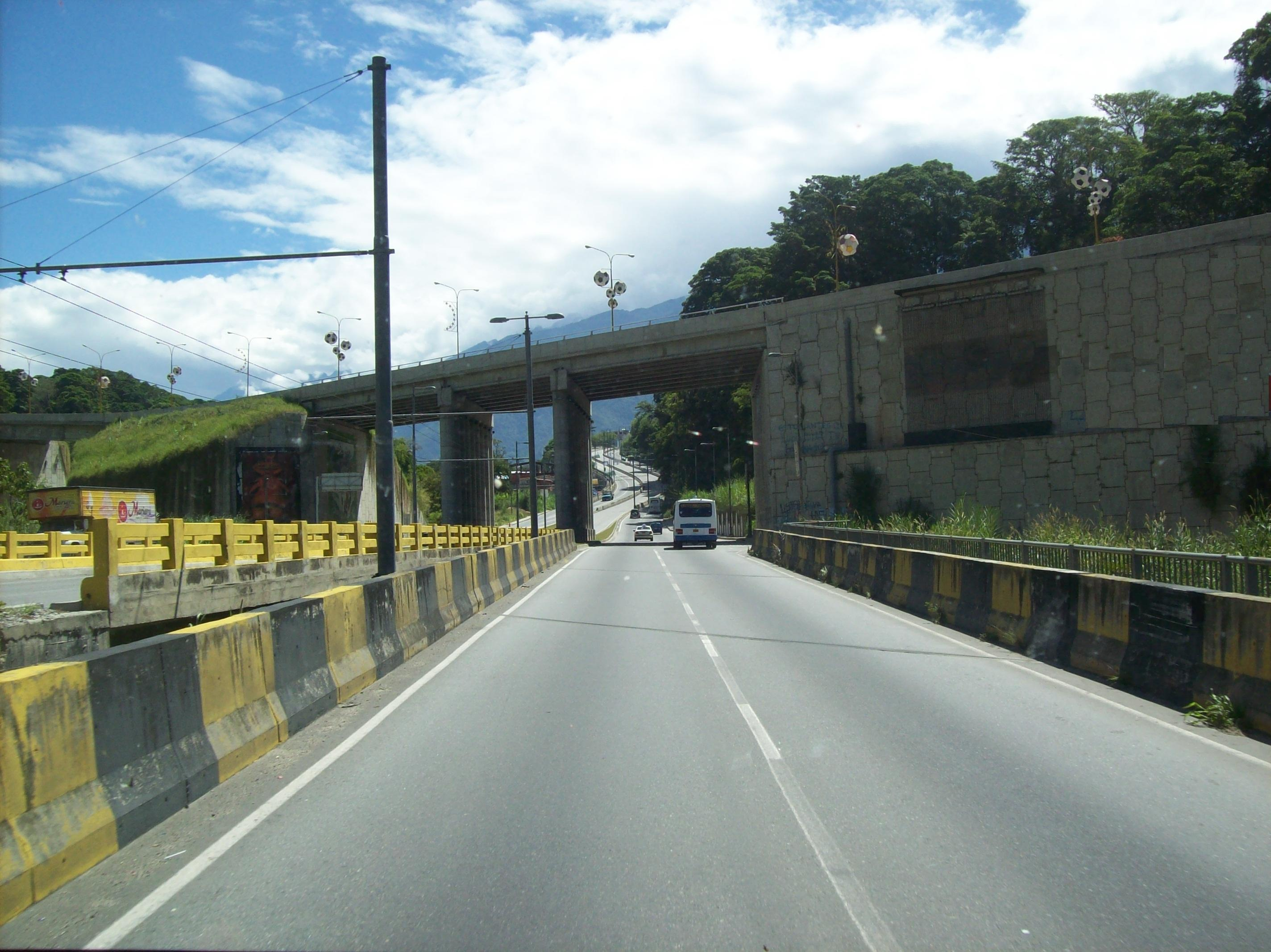
Distribuidor 5 Águilas Blancas de la Ciudad de Mérida.

La ciudad cuenta con 5 grandes corredores viales internos, que la recorren de extremo a extremo en sentido norte-sur y visceversa, además de otros menores el cual permiten la conexión entre estas.
El principal de ellos es la unión de las avenidas Andrés Bello y Urdaneta las cuales conectan por el sur con el Distribuidor Vial 5 Águilas Blancas él se une con el principal eje vial del Municipio Campo Elías, mientras que hacia el norte se comunican con 3 de las denominadas Avenidas del Centro como lo son las Avenidas 2 Lora, 3 Independencia y 4 Bolívar y a su vez con la Avenida Universidad. Con una longitud de más de 10 km, lo cual permite la comunicación de La Vuelta de Lola, pasando por las inmediaciones del casco central de Mérida hasta la entrada de Ejido (Municipio Campo Elías).
Otros son:
- El Eje Avenida Los Próceres, que va desde el distribuidor Pedro Meza en el sur de la ciudad hasta el enlace con la Avenida Universidad en el norte.

- El Eje vial de la Av. Las Américas con Avenida Alberto Carnevalli que comunica en sentido sur-norte a los sectores Humbolt con la Hechicera de la Otra Banda.

- El Eje vial de Avenidas 16 de Septiembre, Avenida Don Tulio Febres-Cordero y las Avenidas 5 y 6 las cuales enlazan a los sectores de la banda central de la ciudad, este eje cuenta con arterias auxiliares como el enlace Alexander Quintero, las Avenidas Manuel Pulido Méndez, Humberto Tejera, Domingo Peña y las Avenidas 7 y 8.

- El Eje vial del Chama los cuales permiten la comunicación entre las Parroquias Jacinto Plaza y Arias con el Municipio Santos Marquina.

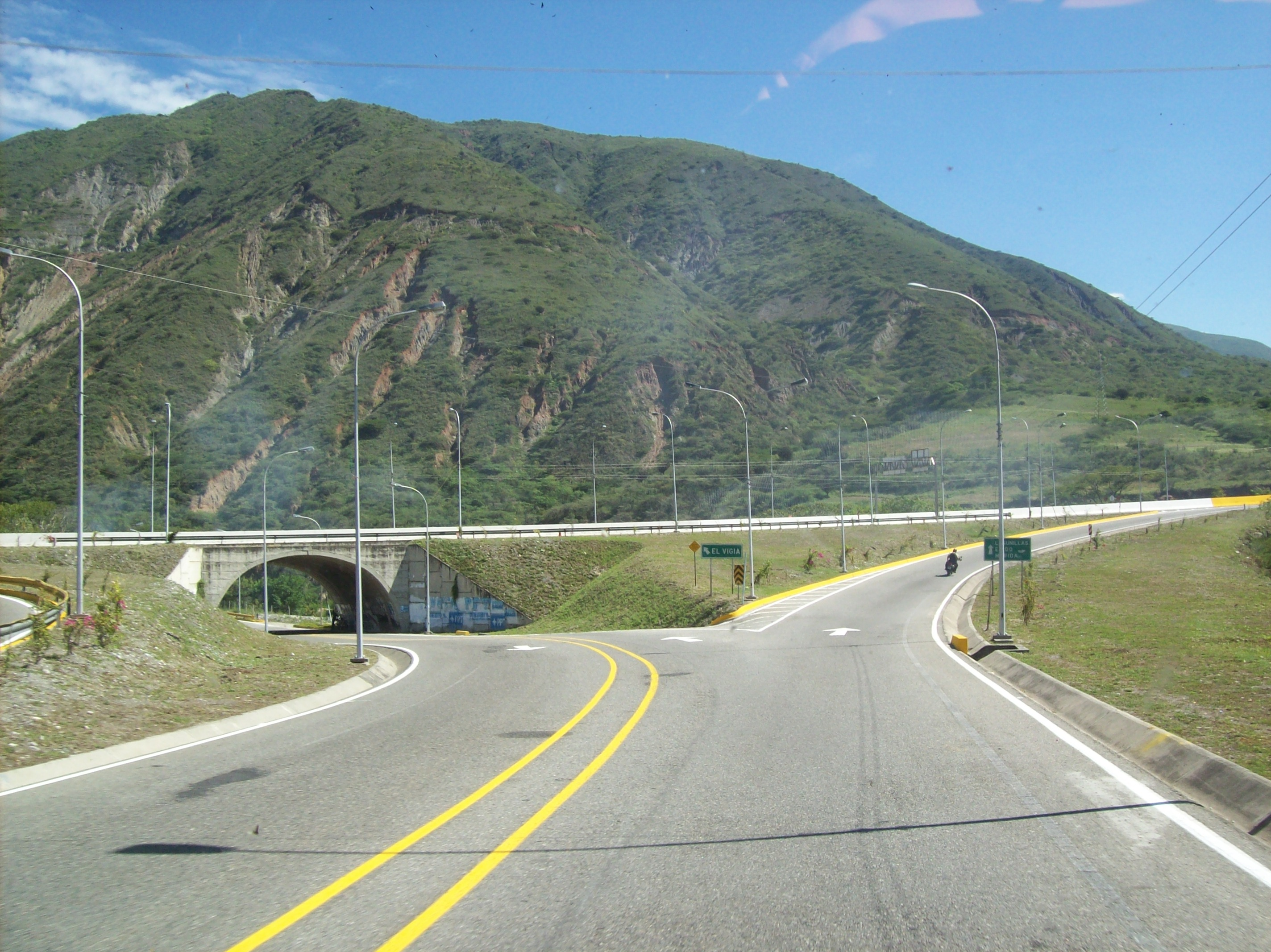
Distribuidor de estanques, Autopista Rafael Caldera, entrada al sistema de túneles.

Dos carreteras nacionales la conectan con otros ciudades del país. La primera es la Troncal 7 o carretera Trasandina, que llega hasta la ciudad de Valera. Esta carretera atraviesa la Cordillera Andina por el valle del río Chama y, al llegar a la localidad de Apartaderos, es interceptada por la local 1. Finalmente, siguiendo el curso del río Santo Domingo llega hasta la ciudad de Barinas. La segunda carretera nacional es la llamada Carretera La Variante. Al llegar al sector Estanques esta se convierte en la autopista local 8 o Autopista Rafael Caldera. La Variante conecta la ciudad de Mérida con El Vigía y, a su vez, con la Carretera Panamericana, dando a la ciudad una conexión con Colombia y con otros destinos regionales de importancia, como San Cristóbal y Maracaibo.
Aparte de las carreteras nacionales, otras tres vías alternas salen de la ciudad de Mérida. La primera de ellas, llamada la vía del Valle, comunica a la ciudad, por el norte, con diversas poblaciones del valle de la Culata, dentro del municipio Santos Marquina. La segunda, sirve como vía alterna hacia la ciudad de Ejido y otras poblaciones como Jají y La Azulita; opera, además, como vía turística, con diversos miradores hacia la ciudad de Mérida en su tramo inicial. Una tercera vía menor, de uso casi exclusivo para automóviles rústicos, conecta la ciudad con el poblado de Los Nevados y con el Parque nacional Sierra Nevada.

## Transporte público
La ciudad cuenta con un vasto sistema de rutas urbanas e interurbanas de autobuses que la conectan con su área metropolitana recorriendo las distintas avenidas de la ciudad y cubriendo un gran porcentaje del área de la misma. Las rutas son atendidas por líneas privadas constituidas en el mayor de los casos por cooperativas o asociación de conductores siguiendo el modelo privado de la mayoría de las ciudades de Venezuela.[cita requerida] Sin embargo, el precio que las mismas cobran al pasajero es regulado por la alcaldía y supervisado por el Organismo de Transporte Metropolitano de la misma y el Ministerio de Infraestructura del país.

## Transporte masivo

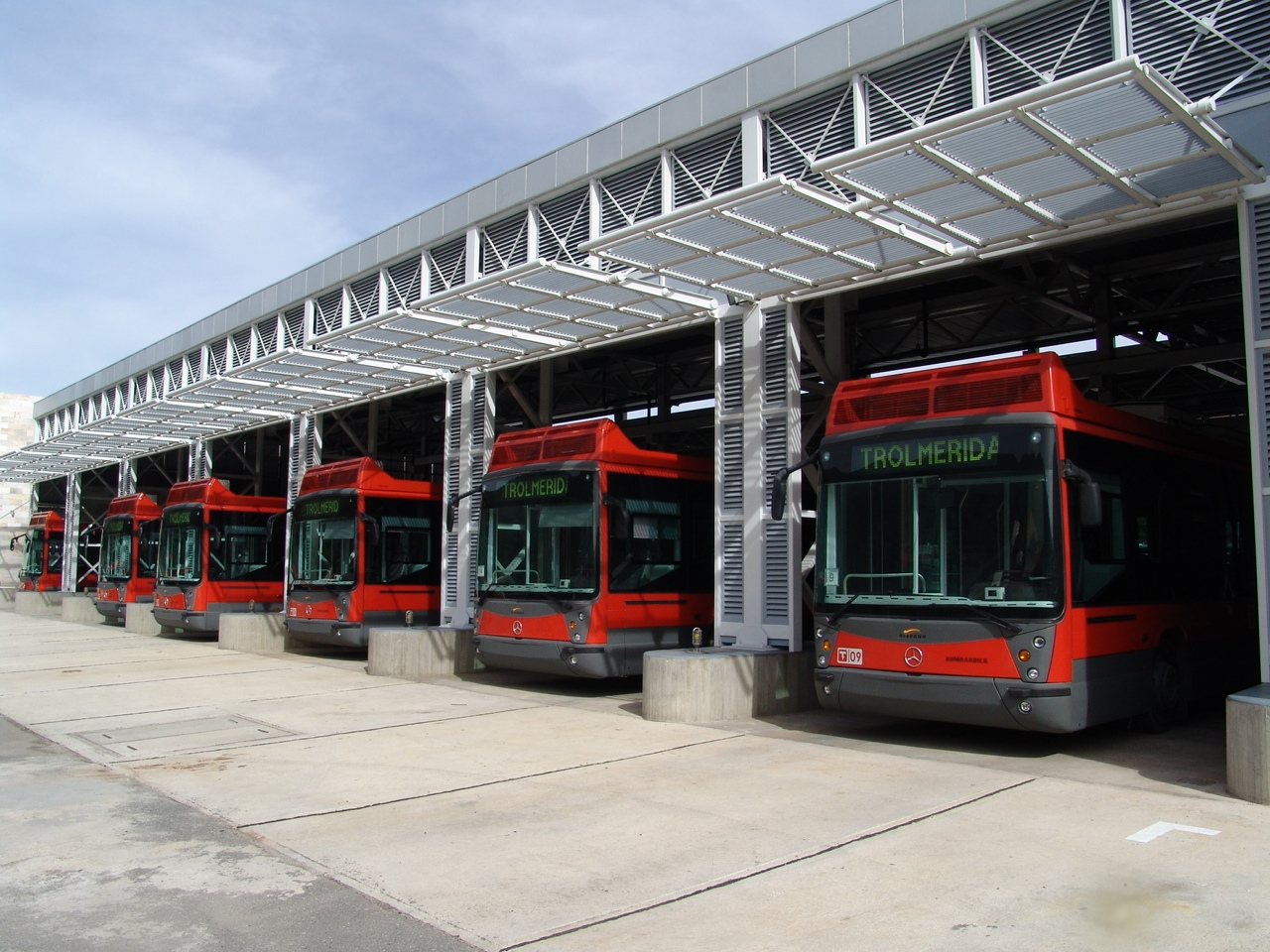
Vista de los Trolebuses en Mérida

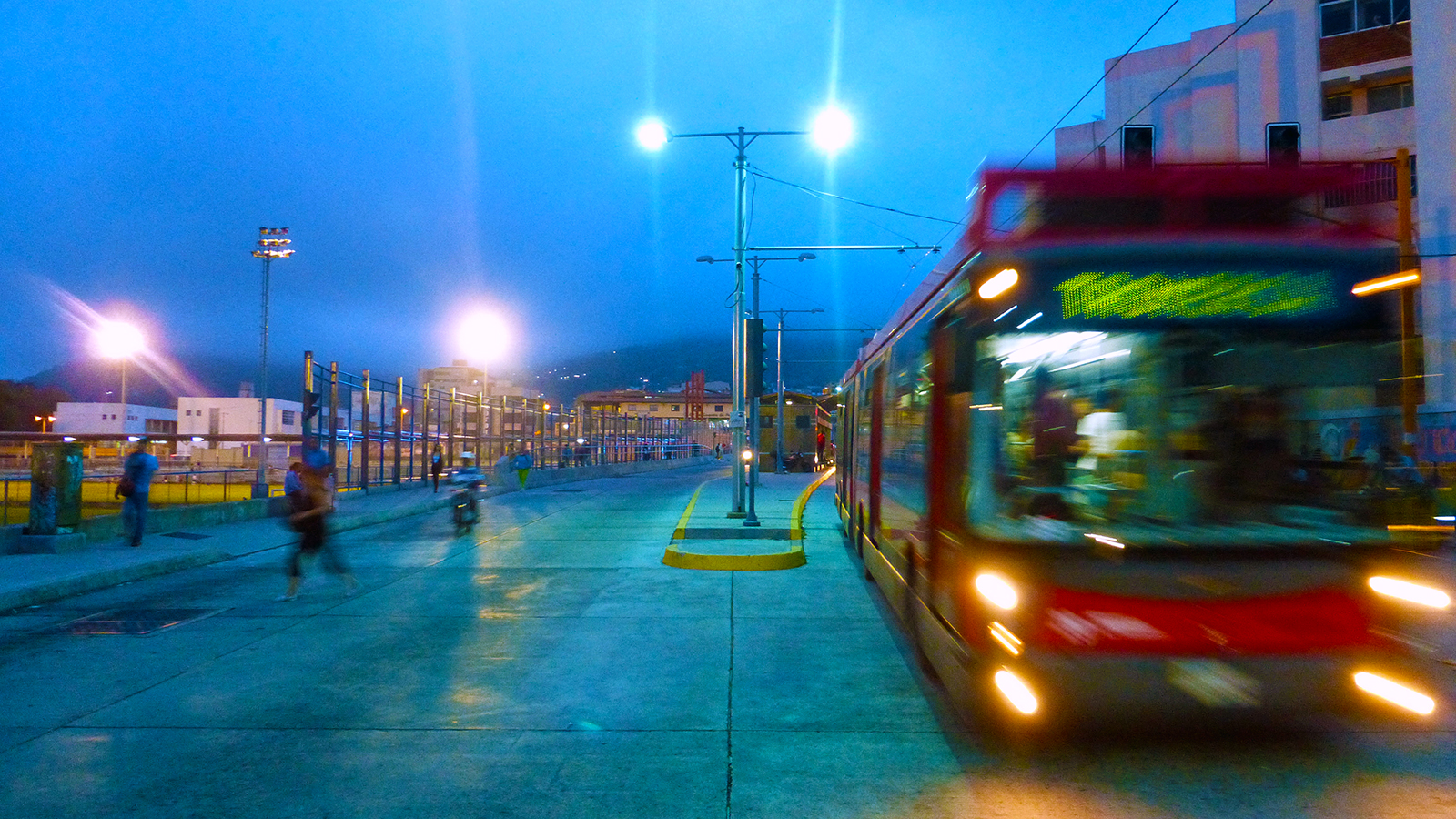
Trolebús de Mérida en la calle 26

El sistema de transporte masivo de Mérida es conformado por una línea de trolebús articulado, de unos 15 km de longitud, con estaciones y canales exclusivos; y una línea de teleférico urbano, denominado Trolcable. El sistema es gestionado por Tromerca, una dependencia del Ministerio de Transporte nacional y fue formalmente inaugurado el día 18 de junio de 2007, coincidiendo con la celebración en la ciudad de la copa América.
Luego de años de estudio, se propuso la construcción de un sistema de transporte masivo no contaminante para la ciudad, escogiéndose al Trolebús como medio más adecuado.[cita requerida] La construcción del Trolebús de Mérida comenzó a finales de los años 90 siendo inaugurado en periodo de prueba para el año 2005, así como las fases 1 hasta Pie del Llano y 2 hasta el Mercado Periférico para los años 2007 y 2012 respectivamente.
La línea uno del sistema, finalizada hasta su segunda fase, conecta a Ejido con las cercanías del centro de Mérida, a partir de donde, las líneas 2, 4, 5 y 6 constituidas por buses enlazarán el resto de la ciudad y una tercera línea, sobre la base de un teleférico urbano o Metrocable, enlazará el mismo centro con los sectores de San Jacinto y Carabobo en la parroquia Jacinto Plaza.[cita requerida]
Por su parte, la línea 3 Trolcable consiste en un medio de movilización a través de cabinas colgantes en forma de teleférico que permitirá enlazar las poblaciones que conforman el denominado eje o valle del chama en donde se ubica la Estación San Jacinto con el centro de la Ciudad de Mérida en la Estación Los Conquistadores en la urbanización Paseo La Feria, en recorrido de 5 minutos con un desnivel de aproximadamente 400 m.

### Terminal de pasajeros terrestres

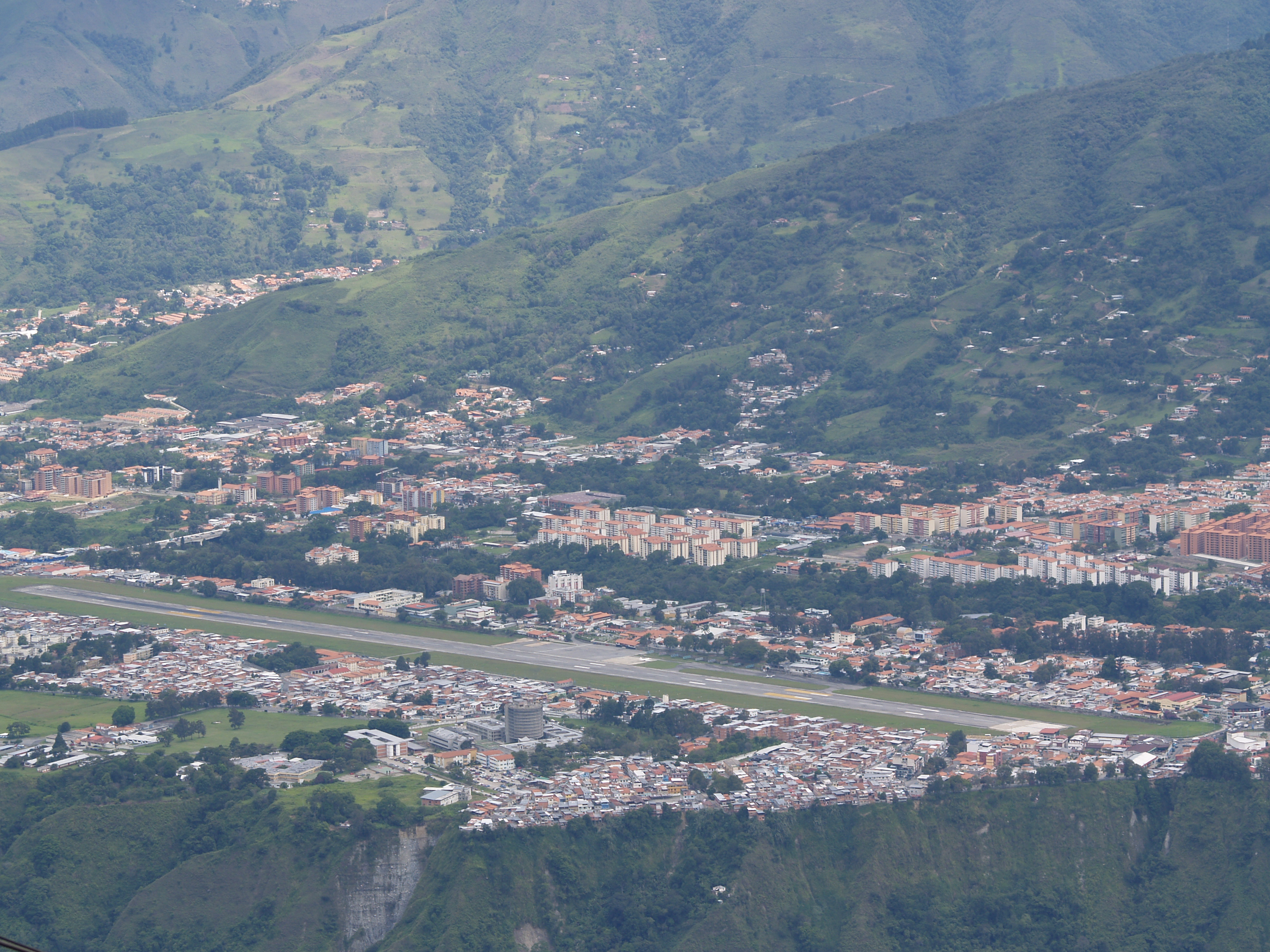
Vista general del aeropuerto de la ciudad.

El principal transporte público regional disponible en Mérida es el de autobuses, el cual tienen su punto de partida en la terminal de autobuses de la ciudad llamado Terminal de Pasajeros «José Antonio Paredes», que es la estación de transporte terrestre más grande del estado y se encuentra en la Avenida Las Américas de la ciudad de Mérida, y cuenta con salidas intermunicipales hacia todos las capitales municipales del estado Mérida como Lagunillas, El Vigía, Tovar, Santa Cruz de Mora, Mucuchíes, La Azulita, Timotes y Santo Domingo, como también salidas nacionales hacia San Cristóbal, Cabimas, Ciudad Ojeda, Maracaibo, Santa Bárbara del Zulia, Caja Seca, Trujillo, Boconó, Valera, Barinas, Barquisimeto, Coro, Punto Fijo, Puerto Cabello, Valencia, Maracay, Caracas, Los Teques, Puerto La Cruz, Cumaná, Ciudad Bolívar y Puerto Ordaz.
En la actualidad se está ejecutando otra obra arquitectónica en la población de Ejido, esta de nombre Terminal de Rutas Cortas permitirá disminuir el tránsito automotor de la metrópolis puesto que tendrá el control sobre las rutas interurbanas del estado, favoreciendo a la no circulación de los vehículos de transporte colectivo en las avenidas de la vialidad interna de la ciudad. Además, existen otras terminales privadas de donde parten las líneas de autobuses propietarias. Desde el terminal central se pueden tomar autobuses tanto para destinos estadales como para destinos regionales y nacional. En el país se adelanta un proyecto de construcción del Sistema Ferroviario Nacional para unirlo, la ciudad de Mérida no ha sido proyectada para ser punto de enlace de esta línea férrea, siendo el destino más cercano por el cual pasará la ciudad de El Vigía, a unos 60 km de distancia a través de la Autopista Rafael Caldera.

## Aeropuerto
La ciudad cuenta con un aeropuerto de carácter nacional, el Aeropuerto Nacional Alberto Carnevali, enclavado en el área central de la misma, a una altitud promedio de 1600 m s. n. m., en la actualidad presta servicios comerciales a través de la aerolínea nacional Conviasa la cual cuenta con 3 frecuencias semanales desde el Aeropuerto Internacional Simón Bolívar en Maiquetía, esto tras su reapertura el 1 de agosto del 2013, luego de 5 años de desuso. Sin embargo el Aeropuerto Internacional Juan Pablo Pérez Alfonso de la ciudad de El Vigía sirve a la ciudad de Mérida como opción alterna para las operaciones comerciales, ambas ciudades se conectan a través de la Autopista Rafael Caldera a 60 km de recorrido.

## Arquitectura

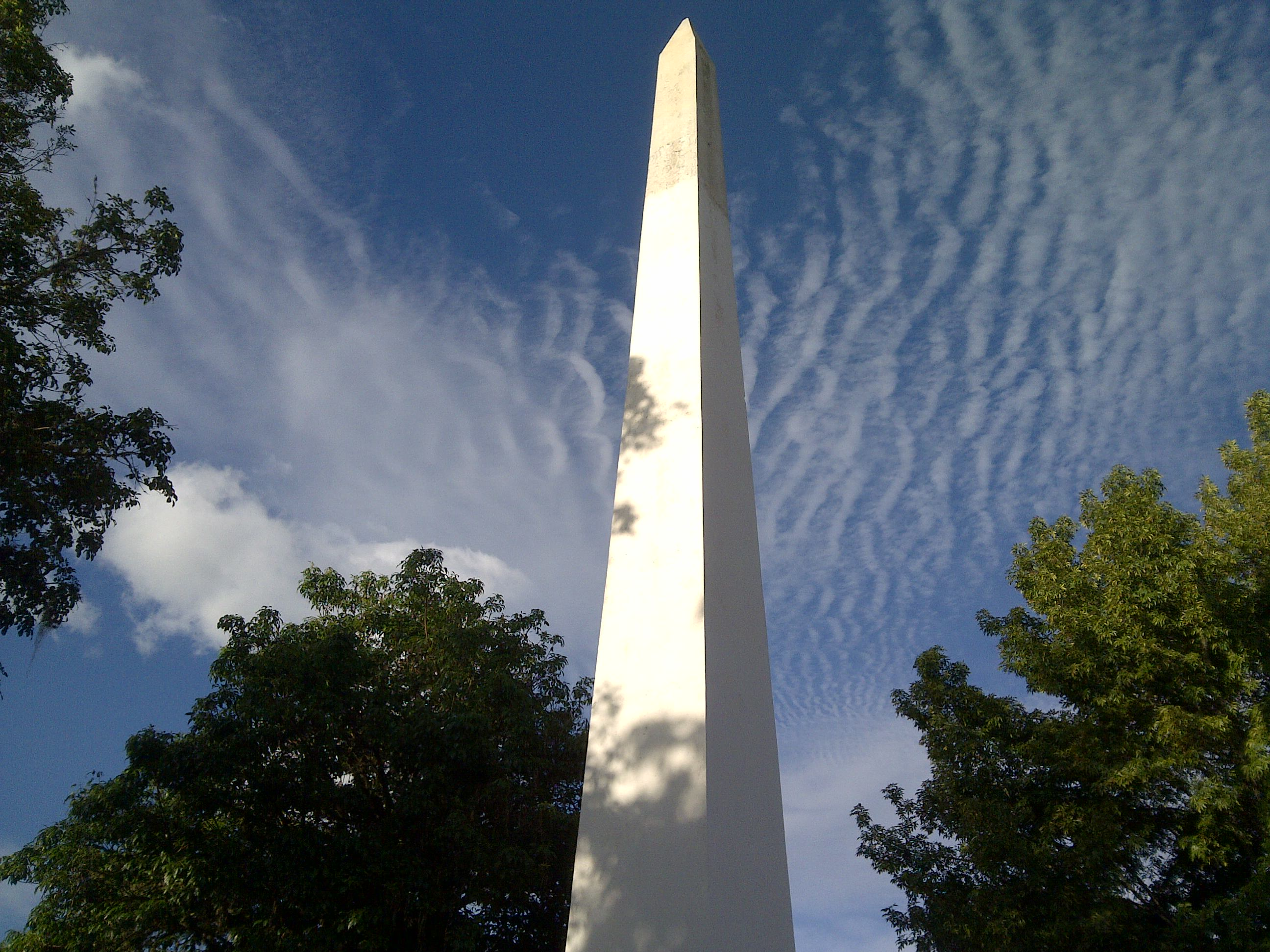
Obelisco de Mérida, monumento al soldado desconocido de la guerra de independencia.

Mérida es centro de numerosas plazas antiguas, casas coloniales, iglesias y demás estructuras edilicias históricas que conforman sus principales sitios de interés. Además, el desarrollo educativo de la ciudad, promovido por su principal universidad (la ULA), ha contribuido a la creación de museos, bibliotecas y centros de estudios y observación, como el Centro de Investigaciones de Astronomía ubicado a algunos kilómetros de la ciudad y que sirve a la observación espacial. Posee una gran cantidad de Instituciones Educativas. 
Mérida es reconocida a nivel nacional por su amplia disponibilidad de parques y plazas, brindando a sus habitantes acceso a gran cantidad de zonas verdes. Hay al menos una decena de plazas y una veintena de parques y áreas verdes, algunas de las cuales se reseñan a continuación.

## Cultura

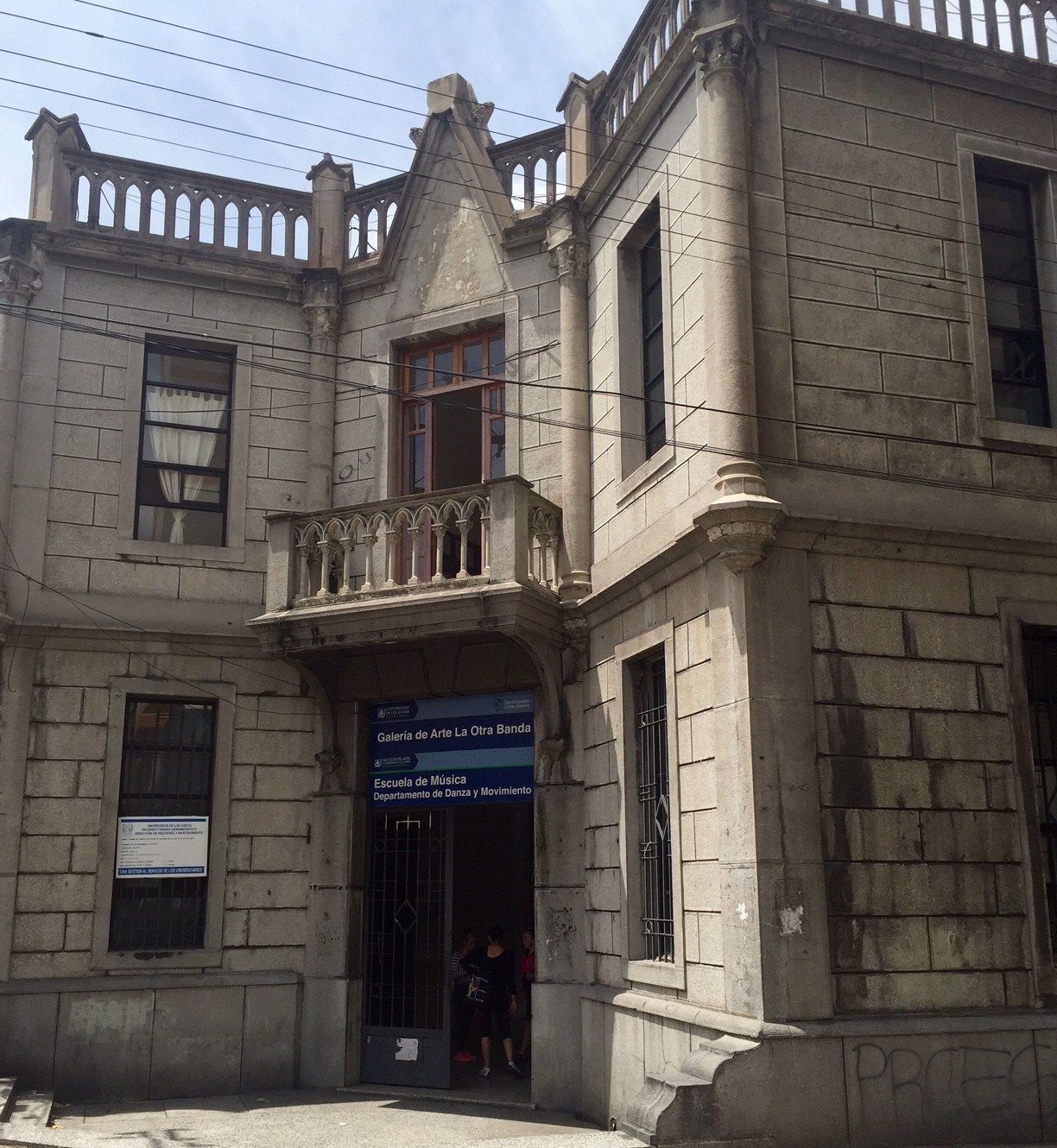
Escuela de Música y Galería de Arte La Otra Banda.

La cultura de la ciudad se encuentra muy relacionada con el folklore andino. Mérida es la principal representante de dicho tradición en el país, muchas veces definiéndolo. Los merideños, con amplia inclinación por la cultura y el conocimiento, se caracterizan por sus tradiciones bien conservadas y particularmente pausadas. La ciudad por su parte es reconocida por la cantidad de parques y edificios coloniales bien preservados además de las fiestas celebradas en la misma, la artesanía y la gastronomía típica de la región.  
La ciudad es cuna de variedad de escritores, poetas e historiadores. Entre ellos: Humberto Tejera, poeta, escritor y ensayista; Tulio Febres Cordero, quien consagró su obra a recopilar las costumbres y leyendas merideñas; el historiador Caracciolo Parra Pérez y su extensa bibliografía sobre la independencia venezolana; el prosista Mariano Picón Salas, autor de Viaje al amanecer (1943), novela autobiográfica en la que plasma los recuerdos de la Mérida de principios del siglo XX; Oswaldo Trejo, narrador experimental quien recrea su infancia merideña en la novela de aprendizaje También los hombres son ciudades (1962) y el cuentista Antonio Márquez Salas y el poeta y profesor universitario Gregory Zambrano, quien se desempeñó como director de la Escuela de Letras de la ULA. También destacan las publicaciones del etnólogo Julio César Salas y el economista Asdrúbal Baptista. Otros han convertido a Mérida en su hogar, tales como el cuentista y novelista Ednodio Quintero y el filólogo Mariano Nava Contreras. 

### Fiestas y costumbres locales

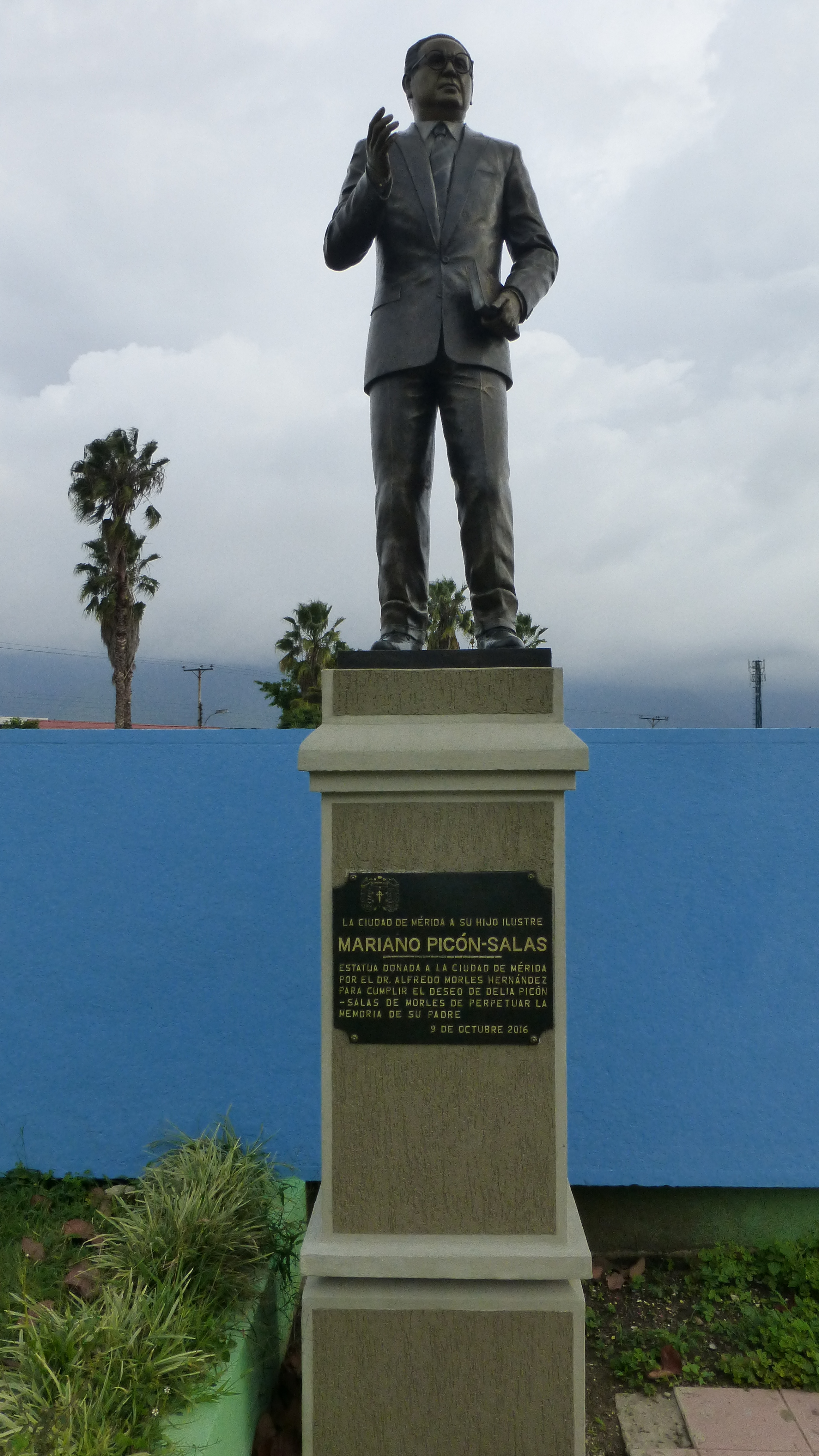
Estatua de Mariano Picón Salas en la Avenida Universidad.

Además de los eventos celebrados a nivel nacional, en Mérida tienen lugar varias festividades de origen local, en su mayoría de procedencia o dedicación religiosa, algunas con alcance internacional. Tal es el caso de la Feria del Sol, la más notable de la ciudad, que se lleva a cabo los primeros días del mes de febrero.
Por su parte, las tradiciones religiosas más famosas de la ciudad son las oficiadas por los merideños devotos del cristianismo con motivo de la Navidad y la Semana Santa. Cabe mencionar como ejemplos: La paradura del Niño, La quema del año viejo, y La Pasión viviente de Cristo.
Entre las costumbres locales más populares (éstas sin reconocimiento oficial), están las caravanas estudiantiles, organizadas por los egresados en ocasión de culminar el bachillerato o la universidad. En los últimos años, también se ha extendido esta tradición a los jóvenes que culminan la etapa básica de la educación. Festejos similares tienen lugar en muchas otras localidades del país, pero las Caravanas de Mérida cobran especial relevancia por tratarse de una ciudad con una pródiga población estudiantil. Estas se llevan a cabo durante los primeros días del mes de julio, para el caso de los estudiantes que culminan bachillerato, y durante casi todo el año, para los que culminan la universidad.
Otras costumbres firmemente arraigadas en la tradición merideña, suelen asociarse con determinadas fechas, como las patinatas navideñas, realizadas en las avenidas de la ciudad durante el mes de diciembre.

### Gastronomía

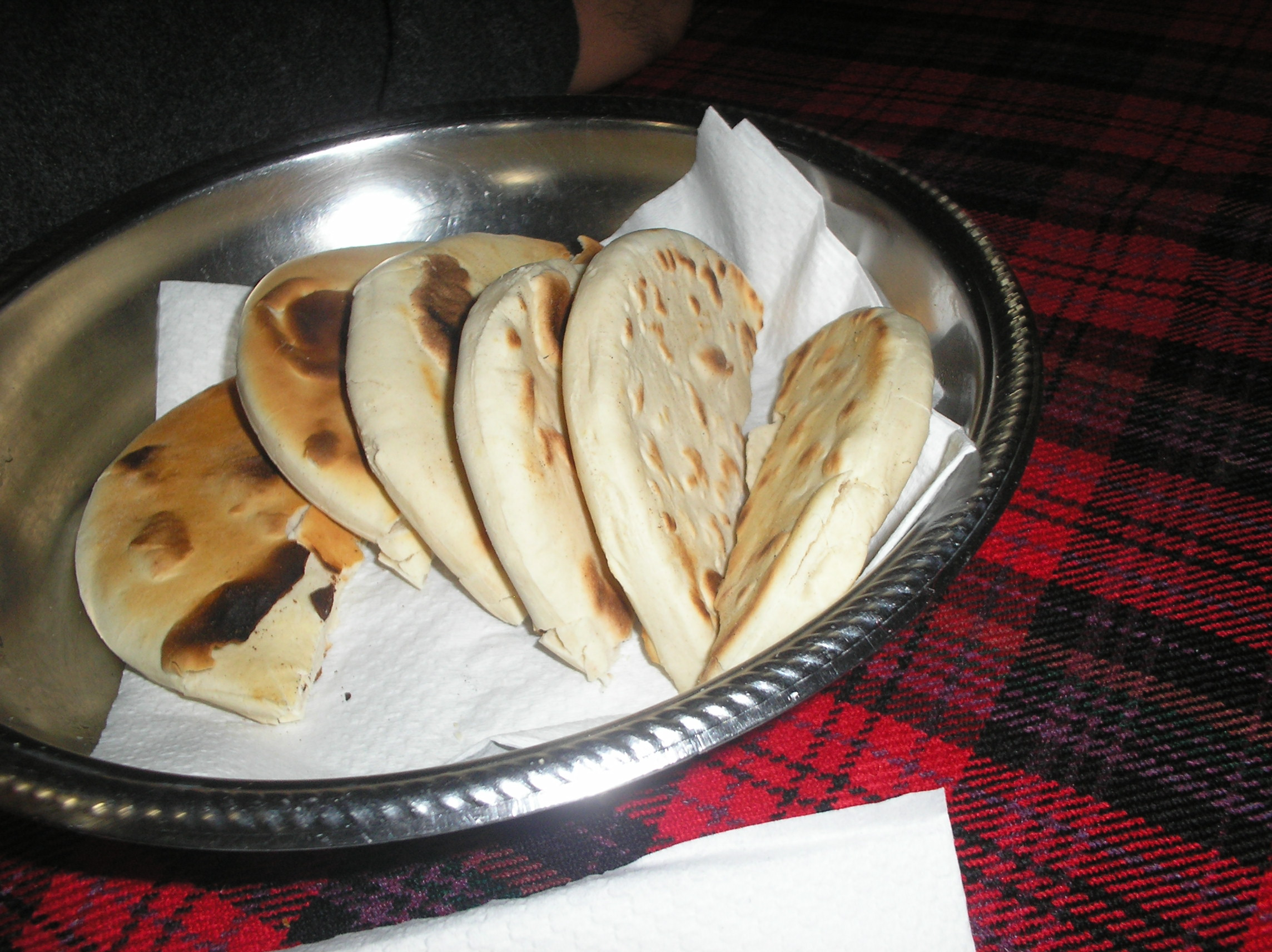
Arepa andina o de trigo.

La gastronomía de la región tiene notables diferencias con el resto de la gastronomía nacional. Entre los más notables se cita la arepa andina, siendo una variante de la arepa tradicional venezolana hecho a base de harina de trigo. Esta diferencia de ingredientes para su preparación se debe principalmente al hecho de que la región andina era una de los únicos lugares del país donde se cosechaba el trigo en el pasado. Otros platos notables son la pisca andina (Mérida, Táchira y Andes colombianos), una sopa a base de papa, leche, cebolla larga y perejil. Otros platos importantes son preparados a base de la trucha, el pescado más común de la región.
En platos dulces la gastronomía de la ciudad se destaca con los típicos dulces abrillantados hechos a base de leche y otros ingredientes. Estos son de tradición histórica, y su procedencia se atribuye a los conventos, donde eran preparados en el siglo XIX. También se consiguen los alfajores, aliados y almojábanas, en bebidas la chicha de maíz, la mistela (con variaciones), leche de burra (ponche andino), y fresas con crema.

### Música
La música tradicional de la ciudad está marcada por los ritmos del vals. Esta incluye, además, otros ritmos regionales o nacionales, como los pasillos, merengues y bambucos. La música de Mérida se reconoce por sus ritmos lentos y por el uso casi obligatorio del violín.[cita requerida] Además, la ciudad es comúnmente lugar de nacimiento de muchas bandas musicales del estilo rock, metal y punk entre otros.

### Hoteles
La infraestructura hotelera de la ciudad está compuesta por diversas clases de locales de hospedaje para todos los presupuestos, disponiendo en gran medida de numerosas posadas y apartamentos para turistas, con ofertas de servicios básicos. Al menos la mitad de los hoteles del estado Mérida (unos 70 locales, y unas 63 posadas) se localizan en la ciudad, representando el 35% del total estadal. En conjunto, totalizan 2650 camas, es decir, el 58% del total de camas disponibles en la entidad.

### Comercios

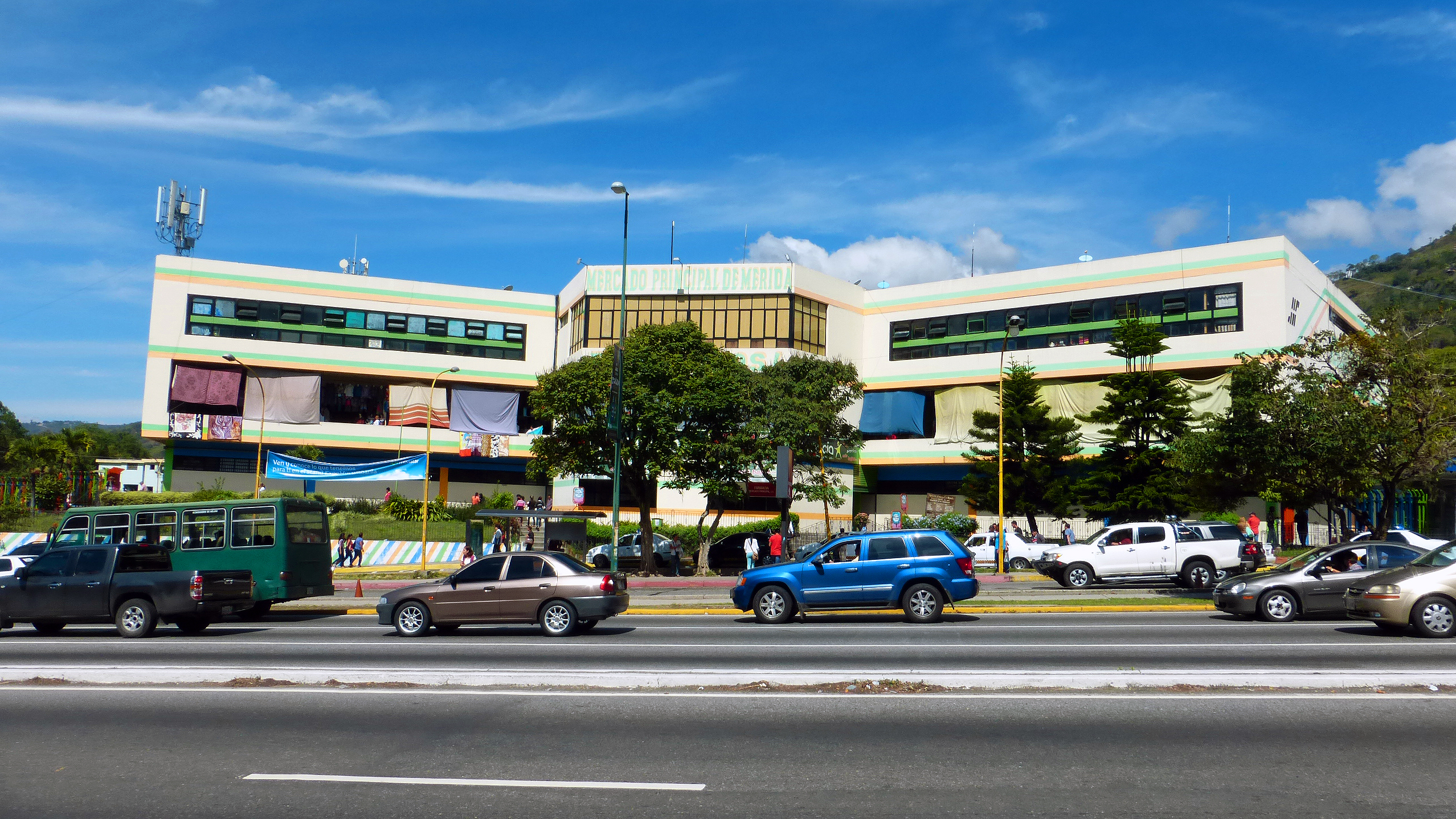
Mercado Principal de Mérida.

Siendo uno de los principales sectores económicos de Mérida, el sector comercial de la ciudad se distribuye mayormente dentro del casco central, donde pueden adquirirse una gran variedad de productos. Sin embargo, centros de servicios, por fuera de esa zona, ofrecen también todo tipo de mercancías. El Mercado Principal se caracteriza por su oferta de artesanías, gastronomía, y distintas mercancías típicas de la región. Por su parte, la Heladería Coromoto es otro de los comercios afamados de la ciudad por la singularidad de ser el comercio del ramo que ofrece mayor variedad de sabores en sus helados a escala mundial, con más de 800 opciones.

### Agricultura
Las principales actividades económicas son: la agricultura, la ganadería, la agroindustria, la truchicultura, las actividades de servicios asociadas a la Universidad de Los Andes y al gobierno regional y nacional. Mérida es uno de los grandes centros culturales, artesanales y universitario del país.
Es el primer estado productor de apio, papa, coliflor, lechuga, zanahoria, ajo, remolacha y repollo del país. También se destaca el cultivo de arvejas, cambures, plátano, caraotas, tomate, yuca, cacao, y café. En el sector pecuario, destaca en ganadería de bovinos (carnes), porcinos y aves. La actividad pesquera ha adquirido gran importancia a través del cultivo de la trucha en ríos, lagunas y quebradas.
Las industrias presentes en la entidad son fundamentalmente: productos alimenticios.[cita requerida]

## Deportes

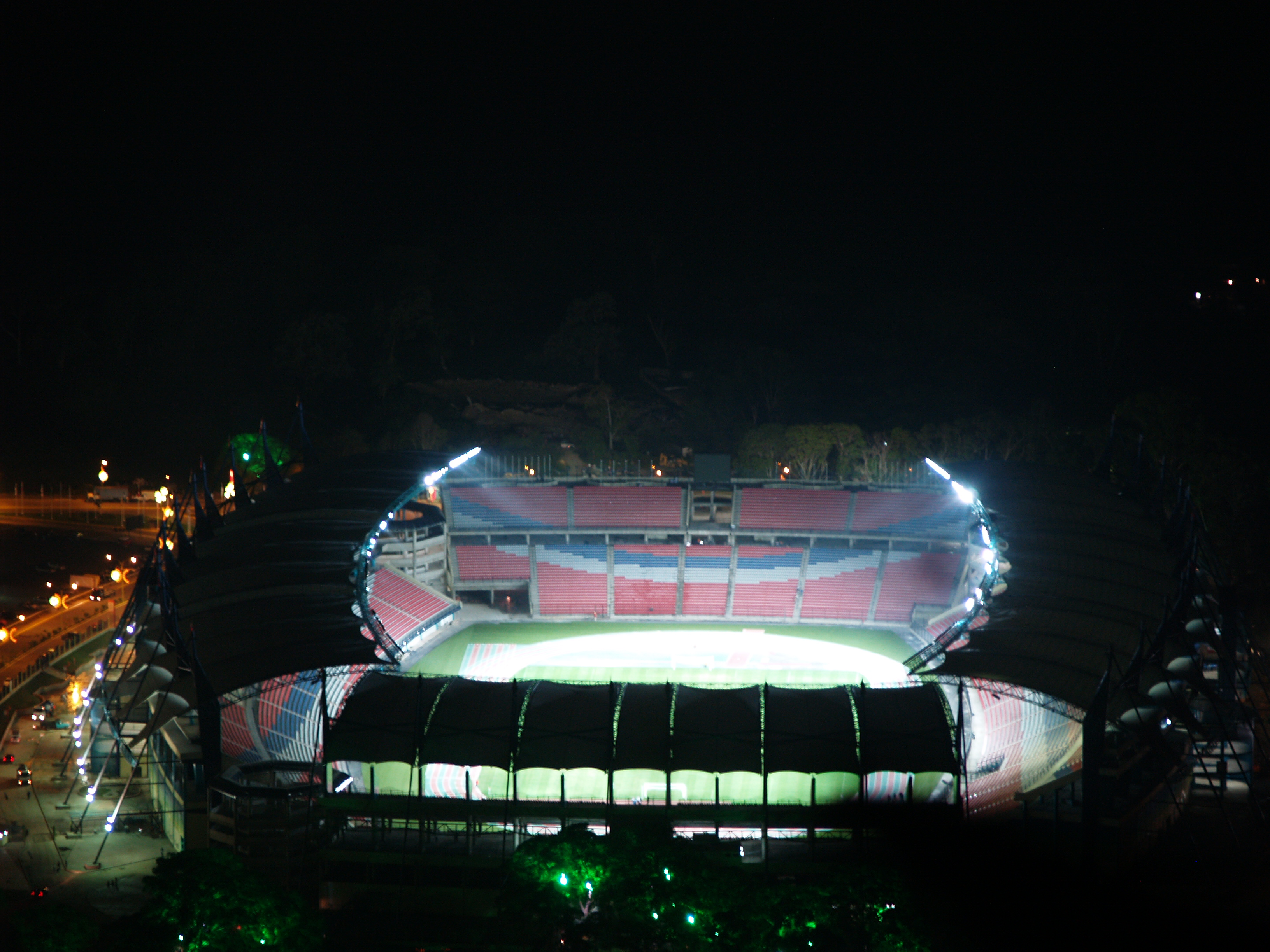
El Estadio Metropolitano de Mérida durante la noche, construido especialmente para la Copa América 2007.

La ciudad cuenta con infraestructura deportiva en la que se celebraron eventos como los Juegos Deportivos Nacionales «Andes 2005», la Copa América Venezuela 2007, los XXI Juegos Centroamericanos y del Caribe y las Eliminatorias Sudamericanas de la FIFA, entre otros eventos más periódicos como la Copa Libertadores de América, Copa Venezuela, Liga Venezolana de Béisbol Profesional, Juegos Juveniles Universitarios, el Campeonato Venezolano de Clubes de Rugby,  Liga Nacional Bolivariana de Béisbol, Vuelta a Venezuela en Bicicleta, por nombrar algunos.
A gran escales Mérida cuenta con imponentes Complejos Deportivos, Olímpicos, Polideportivos y Atléticos en donde se aglomeran diferentes recintos para la práctica de actividades deportivas, así como otras instalaciones aisladas. Dentro de los complejos están:

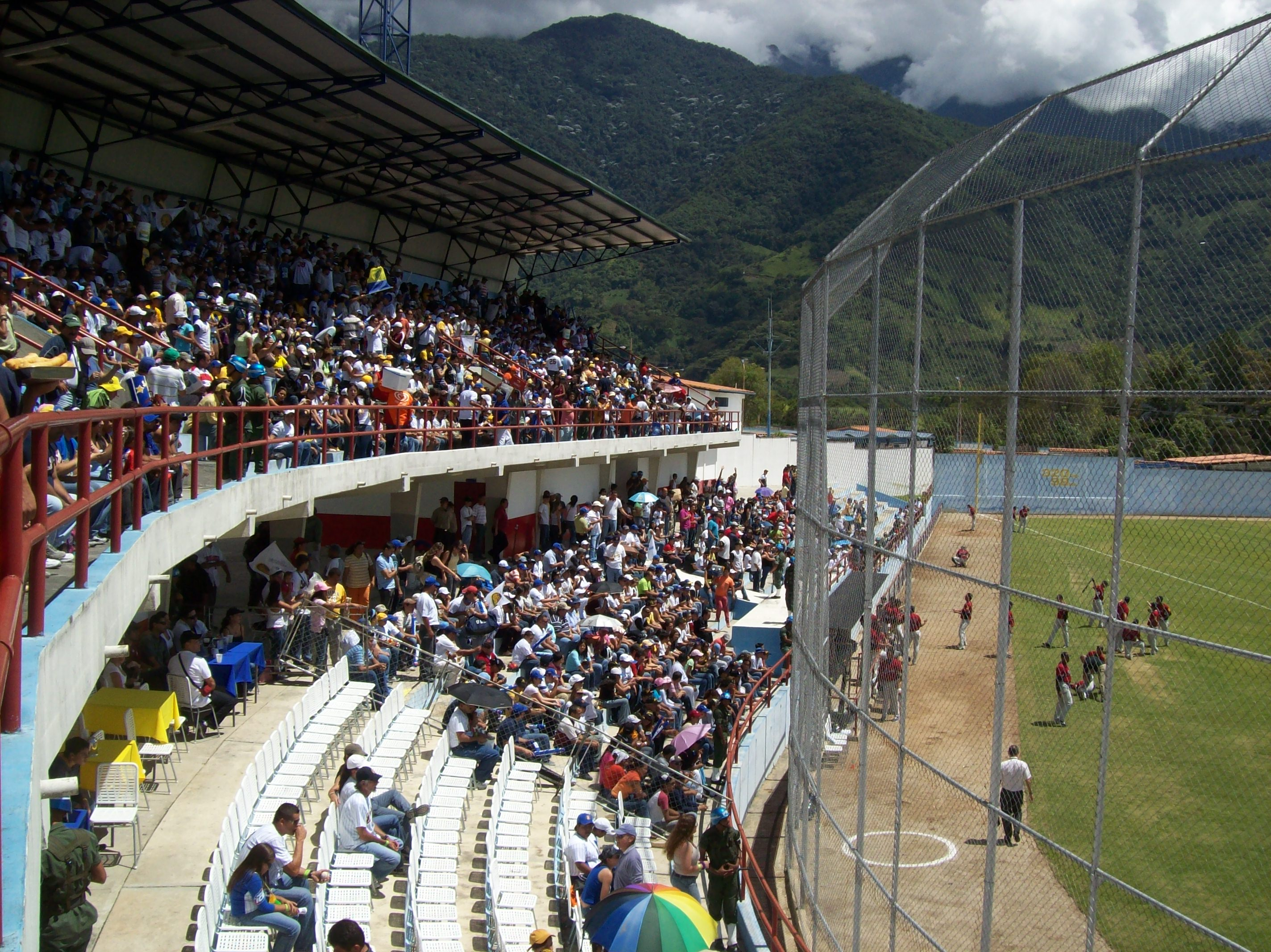
Estadio Municipal de Baseball Libertador de Mérida durante el Juego de Caracas Vs. Magallanes, en el marco de los 450 años de Mérida

Entre las instalaciones de la ciudad esta el Estadio Guillermo Soto Rosa, instalación dedicada al fútbol y antigua sede del equipo de fútbol local, con capacidad para 15 000 espectadores, sede de talla olímpica que ha recibido juegos de talla internacional como la Copa Libertadores de América y partidos amistosos de la selección de fútbol de Venezuela, junto a él se encuentran al Gimnasio «9 de octubre», el Gimnasio de Fuerza, el Gimnasio de Tae-kwon-do y el Estadio Municipal de Baseball «Libertador», este último sede del Club de Béisbol «Cóndor de Mérida BBC», conformando entre todos el Complejo Deportivo Los Andes.
Otra instalación es el Estadio Metropolitano de Mérida, el cual fue sede de la Copa América 2007, inaugurado el 25 de mayo de 2007 en un encuentro amistoso de la selección de Venezuela vs Honduras, hasta la fecha ha sido escenario de la primera división del fútbol rentado nacional, ahora sede del equipo local Estudiantes de Mérida F.C., así como sede de las presentaciones de la selección nacional frente a las oncenas de Honduras, Canadá, El Salvador, Argentina y Brasil; constituye parte del Complejo Deportivo Cinco Águilas Blancas junto a otras instalaciones como la Manga de Coleo Álvaro Parra Davila, una piscina olímpica, un complejo de canchas de tenis, y diversos gimnasios especializados para la práctica de Judo, Gimnasia, Kárate, Esgrima y Tenis de Mesa.
Existe infraestructura deportiva de práctica para una gran variedad de deportes tradicionales entre los que se destacan el Tenis, el anteriormente citado fútbol, así como para el baloncesto, béisbol, el rugby y una variedad nacional de juegos como las bolas criollas.

## Ciudades hermanadas
En el marco de la integración cultural, la ciudad ha firmado diversos acuerdos de hermanamiento y cooperación que la han unido a otras localidades alrededor del planeta, el más reconocido de los hermanamientos viene dado por el grupo formado por las tres Méridas del mundo, así mismo, la ciudad forma parte de la red de integración de Mercociudades, uniéndose al mismo en el año 2011.
| Ciudad           | División administrativa | País    | Ref.   |
| ---------------- | ----------------------- | ------- | ------ |
| Mérida           | Extremadura             | España  | [ 36 ] |
| Mérida           | Yucatán                 | México  | [ 36 ] |
| Oaxaca de Juárez | Oaxaca                  | México  | [ 37 ] |
| Cuenca           | Azuay                   | Ecuador | [ 38 ] |